# Lista di astronauti e cosmonauti
Di seguito la lista, divisa per stato di appartenenza, degli astronauti e cosmonauti. Per la lista in ordine cronologico di selezione degli astronauti vedi Lista degli astronauti per anno di selezione. La lista contiene 653 persone ed è aggiornata al 9 agosto 2025 (atterraggio SpaceX Crew-10). In corsivo sono indicate le missioni suborbitali mentre in celeste le persone nello spazio.
In questa lista sono stati inseriti solo gli astronauti definiti tali dalla FAI (cioè quelli che hanno raggiunto i 100 km di altitudine) e non fanno quindi parte di questa lista i seguenti astronauti:
- Roger Chaffee, morto sulla rampa di lancio durante un'esercitazione per la missione Apollo 1;
- Michael Smith, Gregory Jarvis e Christa McAuliffe, morti durante il lancio della missione STS-51-L;
- i membri dell'equipaggio della navicella SpaceShipTwo di Virgin Galactic durante le missioni suborbitali.

## Afghanistan
| Ritratto | Nome              | Status Data ritiro | Anno di selezione | Altra occupazione | Tempo nello spazio | Missioni              |
| -------- | ----------------- | ------------------ | ----------------- | ----------------- | ------------------ | --------------------- |
|          | Momand Abdul Ahad | Ritirato 1988      | 1988              | Aviatore          | 8g 20h 26m         | Sojuz TM-6/Sojuz TM-5 |

## Arabia Saudita
| Ritratto | Nome                       | Status Data ritiro | Anno di selezione | Altra occupazione      | Tempo nello spazio | Missioni        |
| -------- | -------------------------- | ------------------ | ----------------- | ---------------------- | ------------------ | --------------- |
|          | Al Sa'ud Sultan bin Salman | Ritirato 1985      | 1985              | Aviatore               | 7g 1h 38m          | STS-51-G        |
|          | AlQarni Ali                | In attività        | 2023              | Aviatore               | 9g 05h 26m         | Axiom Mission 2 |
|          | Barnawi Rayyanah           | In attività        | 2023              | Ricercatrice biomedica | 9g 05h 26m         | Axiom Mission 2 |

## Australia
| Ritratto | Nome            | Status Data ritiro | Anno di selezione | Altra occupazione                   | Tempo nello spazio | Missioni          |
| -------- | --------------- | ------------------ | ----------------- | ----------------------------------- | ------------------ | ----------------- |
|          | Boshuizen Chris | Ritirato 2021      | 2021              | Turista spaziale                    | 10 minuti          | Blue Origin NS-18 |
|          | Philips Eric    | Ritirato 2025      | 2024              | Turista spaziale Esploratore polare | 3g 14h 32m         | Fram2             |

## Austria
| Ritratto | Nome           | Status Data ritiro | Anno di selezione | Altra occupazione | Tempo nello spazio | Missioni                |
| -------- | -------------- | ------------------ | ----------------- | ----------------- | ------------------ | ----------------------- |
|          | Viehböck Franz | Ritirato 1991      | 1989              | Ingegnere         | 7g 22h 12m         | Sojuz TM-13/Sojuz TM-12 |

## Belgio
| Ritratto | Nome           | Status Data ritiro | Anno di selezione | Altra occupazione                    | Tempo nello spazio | Missioni                                         |
| -------- | -------------- | ------------------ | ----------------- | ------------------------------------ | ------------------ | ------------------------------------------------ |
|          | De Winne Frank | Ritirato 2012      | 1998              | Pilota collaudatore Ingegnere civile | 198g 17h 34m       | Sojuz TMA-1 Sojuz TM-34 Sojuz TMA-15 (Exp 20/21) |
|          | Frimout Dirk   | Ritirato 1992      | 1985              | Ingegnere elettrotecnico Astrofisico | 8g 22h 9m          | STS-45                                           |

## Bielorussia
| Ritratto | Nome                | Status Data ritiro | Anno di selezione | Altra occupazione  | Tempo nello spazio | Missioni                |
| -------- | ------------------- | ------------------ | ----------------- | ------------------ | ------------------ | ----------------------- |
|          | Vasilevskaja Marina | In attività        | 2023              | Assistente di volo | 13g 18h 40m        | Sojuz MS-25/Sojuz MS-24 |

## Brasile
| Ritratto | Nome            | Status Data ritiro | Anno di selezione | Altra occupazione                          | Tempo nello spazio | Missioni                                    |
| -------- | --------------- | ------------------ | ----------------- | ------------------------------------------ | ------------------ | ------------------------------------------- |
|          | Hespanha Victor | Ritirato 2022      | 2022              | Turista spaziale                           | 10 minuti          | Blue Origin NS-21                           |
|          | Pontes Marcos   | Ritirato 2018      | 1998              | Pilota collaudatore Ingegnere aerospaziale | 9g 21h 17m         | Sojuz TMA-8/Sojuz TMA-7 Missione Centenario |

## Bulgaria
| Ritratto | Nome                   | Status Data ritiro | Anno di selezione | Altra occupazione  | Tempo nello spazio | Missioni              |
| -------- | ---------------------- | ------------------ | ----------------- | ------------------ | ------------------ | --------------------- |
|          | Aleksandrov Aleksandăr | Ritirato 1988      | 1978              | Aviatore           | 9g 20h 9m          | Sojuz TM-5/Sojuz TM-4 |
|          | Ivanov Georgi          | Ritirato 1979      | 1978              | Aviatore Ingegnere | 1g 23h 1m          | Sojuz 33              |

## Canada
| Ritratto | Nome                | Status Data ritiro | Anno di selezione | Altra occupazione             | Tempo nello spazio | Missioni                                 |
| -------- | ------------------- | ------------------ | ----------------- | ----------------------------- | ------------------ | ---------------------------------------- |
|          | Bondar Roberta      | Ritirata 1992      | 1983              | Neurologo                     | 8g 1h 14m          | STS-42                                   |
|          | Garneau Marc        | Ritirato 2001      | 1983              | Ingegnere elettrico           | 29g 01h 59m        | STS-41-G STS-77 STS-97                   |
|          | Hadfield Chris      | Ritirato 2013      | 1992              | Pilota collaudatore           | 165g 16h 18m       | STS-74 STS-100 Sojuz TMA-07M (Exp 34/35) |
|          | Laliberté Guy       | Ritirato 2009      | 2009              | Imprenditore                  | 10g 21h 17m        | Sojuz TMA-16/Sojuz TMA-14                |
|          | MacLean Steven      | Ritirato 2008      | 1983              | Fisico                        | 21g 16h 2m         | STS-52 STS-115                           |
|          | Pathy Mark          | Ritirato 2022      | 2020              | Imprenditore Turista spaziale | 17g 01h 48min      | Axiom Mission 1                          |
|          | Payette Julie       | Ritirata 2013      | 1992              | Ingegnere informatico         | 25g 11h 58m        | STS-96 STS-127                           |
|          | Saint-Jacques David | In attività        | 2009              | Astrofisico Medico            | 203g 15h 16m       | Sojuz MS-11 (Exp 57/58/59)               |
|          | Shatner William     | Ritirato 2021      | 2021              | Turista spaziale              | 10 minuti          | Blue Origin NS-18                        |
|          | Thirsk Robert       | Ritirato 2012      | 1983              | Ingegnere Medico              | 204g 1h8 28m       | STS-78 Sojuz TMA-15 (Exp 20/21)          |
|          | Tryggvason Bjarni   | Ritirato 2008      | 1983              | Ingegnere                     | 11g 20h 26s        | STS-85                                   |
|          | Williams Dafydd     | Ritirato 2008      | 1992              | Medico Biologo                | 28g 15h 45m        | STS-90 STS-118                           |

## Cecoslovacchia
| Ritratto | Nome           | Status Data ritiro | Anno di selezione | Altra occupazione | Tempo nello spazio | Missioni |
| -------- | -------------- | ------------------ | ----------------- | ----------------- | ------------------ | -------- |
|          | Remek Vladimír | Ritirato 1978      | 1976              | Aviatore          | 7g 22h 16m         | Sojuz 28 |

## Cina
| Ritratto | Nome            | Status Data ritiro | Anno di selezione | Altra occupazione      | Tempo nello spazio    | Missioni                                      |
| -------- | --------------- | ------------------ | ----------------- | ---------------------- | --------------------- | --------------------------------------------- |
|          | Cai Xuzhe       | In attività        | 2010              | Aviatore               | 364g 18h 04min        | Shenzhou 14 Shenzhou 19                       |
|          | Chén Dōng       | In attività        | 2010              | Aviatore               | 313g (Agg. 1/08/2025) | Shenzhou 11 Shenzhou 14 Shenzhou 20           |
|          | Chén Zhongrui   | In attività        | 2020              | Aviatore               | 98g (Agg. 1/08/2025)  | Shenzhou 20                                   |
|          | Deng Qingming   | In attività        | 1998              | Aviatore               | 186g 07h 24m          | Shenzhou 15                                   |
|          | Fei Junlong     | In attività        | 1998              | Aviatore               | 191g 02h 56m          | Shenzhou 6 Shenzhou 15                        |
|          | Gui Haichao     | In attività        | 2020              | Ingegnere aerospaziale | 153d 22h 40m          | Shenzhou 16                                   |
|          | Jiang Xinlin    | In attività        | 2020              | Aviatore               | 187g 06h 32m          | Shenzhou 17                                   |
|          | Jing Haipeng    | In attività        | 1998              | Aviatore               | 201g 17h 01m          | Shenzhou 7 Shenzhou 9 Shenzhou 11 Shenzhou 16 |
|          | Li Cong         | In attività        | 2020              | Aviatore               | 192g 04h 25min        | Shenzhou 18                                   |
|          | Li Guangsu      | In attività        | 2020              | Aviatore               | 192g 04h 25min        | Shenzhou 18                                   |
|          | Liu Boming      | In attività        | 1998              | Aviatore               | 95d 29min             | Shenzhou 7 Shenzhou 12                        |
|          | Liu Wang        | In attività        | 1998              | Aviatore               | 12g 15h 25m           | Shenzhou 9                                    |
|          | Liu Yang        | In attività        | 1998              | Aviatore               | 195g 00h 49m          | Shenzhou 9 Shenzhou 14                        |
|          | Niè Hǎishèng    | In attività        | 1998              | Aviatore               | 111g 14h 12min        | Shenzhou 6 Shenzhou 10 Shenzhou 12            |
|          | Song LingDong   | In attività        | 2020              | Aviatore               | 182g 08h 40min        | Shenzhou 19                                   |
|          | Tang Hongbo     | In attività        | 2010              | Aviatore               | 279g 10h 43m          | Shenzhou 12 Shenzhou 17                       |
|          | Tang Shengjie   | In attività        | 2020              | Aviatore               | 187g 06h 32m          | Shenzhou 17                                   |
|          | Wang HaoZe      | In attività        | 2020              | Aviatore               | 182g 08h 40min        | Shenzhou 19                                   |
|          | Wang Jie        | In attività        | 2020              | Aviatore               | 98g (Agg. 1/08/2025)  | Shenzhou 20                                   |
|          | Wang Yaping     | In attività        | 2010              | Aviatore               | 197g 00h 01min        | Shenzhou 10 Shenzhou 13                       |
|          | Yang Liwei      | Ritirato           | 1998              | Aviatore               | 21h 22m 45s           | Shenzhou 5                                    |
|          | Ye Guangfu      | In attività        | 2010              | Aviatore               | 374g 13h 57min        | Shenzhou 13 Shenzhou 18                       |
|          | Zhai Zhigang    | In attività        | 1998              | Aviatore               | 185g 05h 59min        | Shenzhou 7 Shenzhou 13                        |
|          | Zhang Lu        | In attività        | 2010              | Aviatore               | 186g 07h 24m          | Shenzhou 15                                   |
|          | Zhāng Xiǎoguāng | In attività        | 1998              | Aviatore               | 14g 14h 29m           | Shenzhou 10                                   |
|          | Zhu Yangzhu     | In attività        | 2020              | Ingegnere              | 153d 22h 40m          | Shenzhou 16                                   |

## Corea del Sud
| Ritratto | Nome       | Status Data ritiro | Anno di selezione | Altra occupazione | Tempo nello spazio | Missioni                  |
| -------- | ---------- | ------------------ | ----------------- | ----------------- | ------------------ | ------------------------- |
|          | Yi So-yeon | Ritirata 2008      | 2006              | Ingegnere         | 10g 21h 13m        | Sojuz TMA-12/Sojuz TMA-11 |

## Cuba
| Ritratto | Nome                  | Status Data ritiro | Anno di selezione | Altra occupazione | Tempo nello spazio | Missioni |
| -------- | --------------------- | ------------------ | ----------------- | ----------------- | ------------------ | -------- |
|          | Tamayo Méndez Arnaldo | Ritirato 1980      | 1978              | Aviatore          | 7g 20h 43m         | Sojuz 38 |

## Danimarca
| Ritratto | Nome             | Status Data ritiro | Anno di selezione | Altra occupazione      | Tempo nello spazio | Missioni                                              |
| -------- | ---------------- | ------------------ | ----------------- | ---------------------- | ------------------ | ----------------------------------------------------- |
|          | Mogensen Andreas | In attività        | 2009              | Ingegnere aerospaziale | 208g 22h 33m       | Sojuz TMA-18M/Sojuz TMA-16M SpaceX Crew-7 (Exp 69/70) |

## Egitto
| Ritratto | Nome       | Status Data ritiro | Anno di selezione | Altra occupazione | Tempo nello spazio | Missioni          |
| -------- | ---------- | ------------------ | ----------------- | ----------------- | ------------------ | ----------------- |
|          | Sabry Sara | Ritirato 2022      | 2022              | Turista spaziale  | 10 minuti          | Blue Origin NS-22 |

## Emirati arabi
| Ritratto | Nome              | Status Data ritiro | Anno di selezione | Altra occupazione     | Tempo nello spazio | Missioni                  |
| -------- | ----------------- | ------------------ | ----------------- | --------------------- | ------------------ | ------------------------- |
|          | Al Mansouri Hazza | In attività        | 2018              | Aviatore              | 7g 21h 02min       | Sojuz MS-15/Sojuz MS-12   |
|          | Al Neyadi Sultan  | In attività        | 2018              | Ingegnere informatico | 185d 22h 42min     | SpaceX Crew-6 (Exp 68/69) |

## Francia
| Ritratto | Nome                  | Status Data ritiro | Anno di selezione | Altra occupazione                          | Tempo nello spazio | Missioni                                          |
| -------- | --------------------- | ------------------ | ----------------- | ------------------------------------------ | ------------------ | ------------------------------------------------- |
|          | Baudry Patrick        | Ritirato 1985      | 1980              | Aviatore Ingegnere aerospaziale            | 7g 1h 38m          | STS-51-G                                          |
|          | Chiron Sylvain        | Ritirato 2024      | 2024              | Turista spaziale                           | 10m                | Blue Origin NS-25                                 |
|          | Chrétien Jean-Loup    | Ritirato 2001      | 1980              | Pilota collaudatore Ingegnere aerospaziale | 43g 11h 17m        | Sojuz T-6 Sojuz TM-7/Sojuz TM-6 STS-86            |
|          | Clervoy Jean-François | In attività        | 1985              | Ingegnere aerospaziale                     | 28g 03h 04m        | STS-66 STS-84 STS-103                             |
|          | Eyharts Léopold\|     | In attività        | 1990              | Aviatore Ingegnere                         | 68g 21h 28m        | Sojuz TM-27/Sojuz TM-26 STS-122/STS-123 (Exp 16)  |
|          | Favier Jean-Jacques   | Ritirato 1985      | 1996              | Ingegnere                                  | 16g 21h 47         | STS-78                                            |
|          | Haigneré Claudie      | Ritirata 2002      | 1985              | Medico                                     | 25g 14h 22m        | Sojuz TM-24/Sojuz TM-23 Sojuz TM-33/Sojuz TM-32   |
|          | Haigneré Jean-Pierre  | Ritirato 2003      | 1985              | Aviatore Ingegnere                         | 209g 12h 24m       | Sojuz TM-17/Sojuz TM-16 Sojuz TM-29 (Mir 27)      |
|          | Perrin Philippe       | Ritirato 2004      | 1990              | Aviatore Ingegnere                         | 13g 20h 35m        | STS-111                                           |
|          | Pesquet Thomas        | In attività        | 2009              | Aviatore Ingegnere aerospaziale            | 396g 11h 34min     | Sojuz MS-03 (Exp 50/51) SpaceX Crew-2 (Exp 65/66) |
|          | Tognini Michel        | Ritirato 2003      | 1985              | Pilota collaudatore                        | 18g 17h 45m        | Sojuz TM-15/Sojuz TM-14 STS-93                    |

## Germania
| Ritratto | Nome                 | Status Data ritiro | Anno di selezione | Altra occupazione                          | Tempo nello spazio | Missioni                                          |
| -------- | -------------------- | ------------------ | ----------------- | ------------------------------------------ | ------------------ | ------------------------------------------------- |
|          | Ewald Reinhold       | Ritirato           | 1990              | Fisico                                     | 19g 16h 34m        | Sojuz TM-25/Sojuz TM-24                           |
|          | Flade Klaus-Dietrich | Ritirato 1992      | 1990              | Pilota collaudatore                        | 7g 21h 56m         | Sojuz TM-14/Sojuz TM-13                           |
|          | Furrer Reinhard      | Deceduto 1985      | 1982              | Fisico                                     | 7g 00h 44m         | STS-61-A                                          |
|          | Gerst Alexander      | In attività        | 2009              | Geofisico                                  | 362g 01h 50m       | Sojuz TMA-13M (Exp 40/41) Sojuz MS-09 (Exp 56/57) |
|          | Jähn Sigmund         | Ritirato 1978      | 1976              | Aviatore                                   | 7g 20h 49m         | Sojuz 31/Sojuz 29                                 |
|          | Maurer Matthias      | In attività        | 2015              | Scienziato dei materiali                   | 176g 02h 39min     | SpaceX Crew-3 (Exp 66/67)                         |
|          | Merbold Ulf          | Ritirato 1998      | 1978              | Fisico                                     | 49g 21h 36m        | STS-9 STS-42 Sojuz TM-20/Sojuz TM-19              |
|          | Messerschmid Ernst   | Ritirato 1985      | 1982              | Fisico                                     | 7g 00h 44m         | STS-61-A                                          |
|          | Reiter Thomas        | Ritirato 2007      | 1992              | Pilota collaudatore Ingegnere aerospaziale | 350g 05h 35m       | Sojuz TM-22 (Mir 20) STS-121/STS-116 (Exp 13/14)  |
|          | Rogge Rabea          | Ritirata 2025      | 2024              | Turista spaziale Scienziata polare         | 3g 14h 32m         | Fram2                                             |
|          | Schlegel Hans        | In attività        | 1987              | Fisico                                     | 22g 18h 01m        | STS-55 STS-122                                    |
|          | Thiele Gerhard       | Ritirato 2005      | 1987              | Fisico                                     | 11g 05h 39m        | STS-99                                            |
|          | Walter Ulrich        | Ritirato 1993      | 1987              | Fisico                                     | 9g 23h 40m         | STS-55                                            |

## Giappone
| Ritratto | Nome             | Status Data ritiro | Anno di selezione | Altra occupazione                           | Tempo nello spazio    | Missioni                                                                                      |
| -------- | ---------------- | ------------------ | ----------------- | ------------------------------------------- | --------------------- | --------------------------------------------------------------------------------------------- |
|          | Akiyama Toyohiro | Ritirato 1990      | 1989              | Giornalista                                 | 7g 21h 54m            | Sojuz TM-11/Sojuz TM-10                                                                       |
|          | Doi Takao        | Ritirato 2009      | 1985              | Ingegnere aerospaziale Astronomo            | 31g 10h 45m           | STS-87 STS-123                                                                                |
|          | Furukawa Satoshi | In attività        | 1999              | Medico                                      | 367g 08h 31m          | Sojuz TMA-02M (Exp 28/29) SpaceX Crew-7 (Exp 69/70)                                           |
|          | Hirano Yozo      | Ritirato 2021      | 2021              | Turista spaziale Produttore cinematografico | 11g 19h 35min         | Sojuz MS-20                                                                                   |
|          | Hoshide Akihiko  | In attività        | 1999              | Ingegnere meccanico                         | 340g 11h 10min        | STS-124 Sojuz TMA-05M (Exp 32/33) SpaceX Crew-2 (Exp 65/66)                                   |
|          | Kanai Norishige  | In attività        | 2009              | Medico                                      | 168g 05h 18m          | Sojuz MS-07 (Exp 54/55)                                                                       |
|          | Maezawa Yūsaku   | Ritirato 2021      | 2021              | Turista spaziale Imprenditore               | 11g 19h 35m           | Sojuz MS-20                                                                                   |
|          | Mohri Mamoru     | Ritirato 2000      | 1985              | Chimico                                     | 19g 04h 08m           | STS-47 STS-99                                                                                 |
|          | Mukai Chiaki     | Ritirata 2015      | 1985              | Medico                                      | 23g 15h 39m           | STS-65 STS-95                                                                                 |
|          | Noguchi Soichi   | Ritirato 2022      | 1996              | Ingegnere aerospaziale                      | 344g 09h 33m          | STS-114 Sojuz TMA-17 (Exp 22/23) SpaceX Crew-1 (Exp 64/65)                                    |
|          | Ōnishi Takuya    | In attività        | 2009              | Aviatore Ingegnere                          | 262g 18h 50min        | Sojuz MS-01 (Exp 48/49) SpaceX Crew-10 (Exp 73)                                               |
|          | Wakata Koichi    | In attività        | 1992              | Ingegnere aerospaziale                      | 504g 18h 32min        | STS-72 STS-92 STS-119/STS-127 (Exp 18/19/20) Sojuz TMA-11M (Exp 38/39) SpaceX Crew-5 (Exp 68) |
|          | Yamazaki Naoko   | Ritirata 2011      | 1999              | Ingegnere aerospaziale                      | 15g 02h 47m           | STS-131                                                                                       |
|          | Yui Kimiya       | In attività        | 2009              | Aviatore                                    | 141g (Agg. 1/08/2025) | Sojuz TMA-17M (Exp 44/45) SpaceX Crew-11 (Exp 73/74)                                          |

## India
| Ritratto | Nome              | Status Data ritiro | Anno di selezione | Altra occupazione   | Tempo nello spazio | Missioni              |
| -------- | ----------------- | ------------------ | ----------------- | ------------------- | ------------------ | --------------------- |
|          | Sharma Rakesh     | Ritirato 1984      | 1982              | Pilota collaudatore | 7g 21h 40m         | Sojuz T-11/Sojuz T-10 |
|          | Shukla Shubhanshu | In attività        | 2019              | Aviatore            | 20g 02h 59min      | Axiom Mission 4       |
|          | Thotakura Gopi    | Ritirato 2024      | 2024              | Turista spaziale    | 10m                | Blue Origin NS-25     |

## Iran
| Ritratto | Nome            | Status Data ritiro | Anno di selezione | Altra occupazione                | Tempo nello spazio | Missioni                |
| -------- | --------------- | ------------------ | ----------------- | -------------------------------- | ------------------ | ----------------------- |
|          | Ansari Anousheh | Ritirata 2006      | 2006              | Imprenditore Ingegnere elettrico | 10g 21h 05m        | Sojuz TMA-9/Sojuz TMA-8 |

## Israele
| Ritratto | Nome         | Status Data ritiro                       | Anno di selezione | Altra occupazione              | Tempo nello spazio | Missioni        |
| -------- | ------------ | ---------------------------------------- | ----------------- | ------------------------------ | ------------------ | --------------- |
|          | Ramon Ilan   | Deceduto 2003 Incidente Shuttle Columbia | 1997              | Aviatore Ingegnere informatico | 15g 22h 20m        | STS-107         |
|          | Stibbe Eytan | Ritirato 2022                            | 2020              | Imprenditore Turista spaziale  | 17g 01h 48min      | Axiom Mission 1 |

## Italia
| Ritratto | Nome                   | Status Data ritiro | Anno di selezione | Altra occupazione                          | Tempo nello spazio | Missioni                                                 |
| -------- | ---------------------- | ------------------ | ----------------- | ------------------------------------------ | ------------------ | -------------------------------------------------------- |
|          | Cheli Maurizio         | Ritirato 1996      | 1992              | Pilota collaudatore Ingegnere aerospaziale | 15g 17h 40m        | STS-75                                                   |
|          | Cristoforetti Samantha | In attività        | 2009              | Aviatore Ingegnere meccanico               | 370g 6h 35m        | Sojuz TMA-15M (Exp 42/43) SpaceX Crew-4 (Exp 67/68)      |
|          | Guidoni Umberto        | Ritirato 2004      | 1989              | Astrofisico                                | 27g 15h 10m        | STS-75 STS-100                                           |
|          | Malerba Franco         | Ritirato 2002      | 1989              | Ingegnere elettronico Fisico               | 7g 23h 15m         | STS-46                                                   |
|          | Nespoli Paolo          | Ritirato 2018      | 1998              | Ingegnere aerospaziale                     | 313g 02h 36m       | STS-120 Sojuz TMA-20 (Exp 26/>27 Sojuz MS-05 (Exp 52/53) |
|          | Parmitano Luca         | In attività        | 2009              | Pilota collaudatore                        | 366g 23h 01min     | Sojuz TMA-09M (Exp 36/37) Sojuz MS-13 (Exp 60/61)        |
|          | Vittori Roberto        | In attività        | 1998              | Pilota collaudatore                        | 35g 12h 25m        | Sojuz TM-34/Sojuz TM-33 Sojuz TMA-6/Sojuz TMA-5 STS-134  |
|          | Villadei Walter        | In attività        |                   | Pilota                                     | 21g 15h 40m        | Axiom Mission 3                                          |

## Kazakistan
| Ritratto | Nome           | Status Data ritiro | Anno di selezione | Altra occupazione | Tempo nello spazio | Missioni                    |
| -------- | -------------- | ------------------ | ----------------- | ----------------- | ------------------ | --------------------------- |
|          | Aimbetov Ajdyn | In attività        | 2002              | Aviatore          | 9g 20h 14m         | Sojuz TMA-18M/Sojuz TMA-16M |

## Malaysia
| Ritratto | Nome                    | Status Data ritiro | Anno di selezione | Altra occupazione | Tempo nello spazio | Missioni                  |
| -------- | ----------------------- | ------------------ | ----------------- | ----------------- | ------------------ | ------------------------- |
|          | Muszaphar Shukor Sheikh | Ritirato 2007      | 2006              | Medico            | 10g 21h 13m        | Sojuz TMA-11/Sojuz TMA-10 |

## Malta
| Ritratto | Nome      | Status Data ritiro | Anno di selezione | Altra occupazione             | Tempo nello spazio | Missioni |
| -------- | --------- | ------------------ | ----------------- | ----------------------------- | ------------------ | -------- |
|          | Wang Chun | Ritirato 2025      | 2024              | Turista spaziale Imprenditore | 3g 14h 32m         | Fram2    |

## Messico
| Ritratto | Nome              | Status Data ritiro | Anno di selezione | Altra occupazione   | Tempo nello spazio | Missioni |
| -------- | ----------------- | ------------------ | ----------------- | ------------------- | ------------------ | -------- |
|          | Neri Vela Rodolfo | Ritirato 1985      | 1985              | Ingegnere meccanico | 6g 21h 04m         | STS-61-B |

## Mongolia
| Ritratto | Nome                     | Status Data ritiro | Anno di selezione | Altra occupazione      | Tempo nello spazio | Missioni |
| -------- | ------------------------ | ------------------ | ----------------- | ---------------------- | ------------------ | -------- |
|          | Gùrragčaa Žùgdėrdėmidijn | Ritirato 1981      | 1978              | Ingegnere aerospaziale | 7g 20h 42m         | Sojuz 39 |

## Norvegia
| Ritratto | Nome               | Status Data ritiro | Anno di selezione | Altra occupazione        | Tempo nello spazio | Missioni |
| -------- | ------------------ | ------------------ | ----------------- | ------------------------ | ------------------ | -------- |
|          | Mikkelsen Jannicke | Ritirata 2025      | 2024              | Turista spaziale Regista | 3g 14h 32m         | Fram2    |

## Paesi Bassi
| Ritratto | Nome               | Status Data ritiro | Anno di selezione | Altra occupazione | Tempo nello spazio | Missioni                                          |
| -------- | ------------------ | ------------------ | ----------------- | ----------------- | ------------------ | ------------------------------------------------- |
|          | Mikkelsen Jannicke | Ritirato 2021      | 2021              | Turista spaziale  | 10 minuti          | Blue Origin NS-16                                 |
|          | Kuipers André      | In attività        | 1998              | Medico            | 203g 15h 50m       | Sojuz TMA-4/Sojuz TMA-3 Sojuz TMA-03M (Exp 30/31) |
|          | Ockels Wubbo       | Deceduto 1994      | 1978              | Fisico            | 7g 00h 44m         | STS-61-A                                          |

## Polonia
| Ritratto | Nome                        | Status Data ritiro | Anno di selezione | Altra occupazione | Tempo nello spazio | Missioni        |
| -------- | --------------------------- | ------------------ | ----------------- | ----------------- | ------------------ | --------------- |
|          | Hermaszewski Mirosław       | Ritirato 1978      | 1976              | Aviatore          | 7g 22h 02m         | Sojuz 30        |
|          | Uznański-Wiśniewski Sławosz | In attvità         | 2022              | Ingegnere         | 20g 02h 59min      | Axiom Mission 4 |

## Portogallo
| Ritratto | Nome           | Status Data ritiro | Anno di selezione | Altra occupazione | Tempo nello spazio | Missioni          |
| -------- | -------------- | ------------------ | ----------------- | ----------------- | ------------------ | ----------------- |
|          | Ferreira Mário | Ritirato 2022      | 2022              | Turista spaziale  | 10 minuti          | Blue Origin NS-22 |

## Regno Unito
| Ritratto | Nome            | Status Data ritiro | Anno di selezione | Altra occupazione   | Tempo nello spazio | Missioni                  |
| -------- | --------------- | ------------------ | ----------------- | ------------------- | ------------------ | ------------------------- |
|          | Elrick Nicolina | Ritirato           | 2024              | Turista spaziale    | 10m                | Blue Origin NS-26         |
|          | Harding Hamish  | Deceduto 2023      | 2022              | Turista spaziale    | 10 minuti          | Blue Origin NS-21         |
|          | Peake Timothy   | In attività        | 2009              | Pilota collaudatore | 185g 22h 11m       | Sojuz TMA-19M (Exp 46/47) |
|          | Sharman Helen   | Ritirata 1998      | 1989              | Chimico             | 7g 21h 13m         | Sojuz TM-12/Sojuz TM-11   |

## Romania
| Ritratto | Nome                   | Status Data ritiro | Anno di selezione | Altra occupazione               | Tempo nello spazio | Missioni |
| -------- | ---------------------- | ------------------ | ----------------- | ------------------------------- | ------------------ | -------- |
|          | Prunariu Dumitru Dorin | Ritirato 1981      | 1978              | Aviatore Ingegnere aerospaziale | 7g 20h 41m         | Sojuz 40 |

## Russia[3]
| Ritratto | Nome                  | Status Data ritiro | Anno di selezione | Altra occupazione            | Tempo nello spazio    | Missioni |
| -------- | --------------------- | ------------------ | ----------------- | ---------------------------- | --------------------- | --- |
|          | Artem'ev Oleg         | In attività        | 2003              | Ingegnere                    | 560g 18h 06min        | Sojuz TMA-12M (Exp 39/40 Sojuz MS-08 (Exp 55/56) Sojuz MS-21 (Exp 67)                                                                       |
|          | Avdeev Sergej         | Ritirato 2003      | 1987              | Ingegnere                    | 747g 14h 11m          | Sojuz TM-15 (Mir 12) Sojuz TM-22 (Mir 20) Sojuz TM-28/Sojuz TM-29 (Mir 26/27)                                                               |
|          | Baturin Jurij         | Ritirato 2009      | 1997              | Ingegnere Giornalista        | 19g 17h 43m           | Sojuz TM-28/Sojuz TM-27 Sojuz TM-32/Sojuz TM-31                                                                                             |
|          | Borisenko Andrej      | Ritirato 2021      | 2003              | Ingegnere meccanico          | 337g 08h 56m          | Sojuz TMA-21 (Exp 27/28) Sojuz MS-02 (Exp 49/50)                                                                                            |
|          | Borisov Konstantin    | In attività        | 2018              | Economista                   | 199g 02h 19m          | SpaceX Crew-7 (Exp 69/70) |
|          | Budarin Nikolaj       | Ritirato 2004      | 1989              | Ingegnere meccanico          | 444g 01h 23m          | STS-71/Sojuz TM-21 (Mir 19) Sojuz TM-27 (Mir 25) STS-113/Sojuz TMA-1 (Exp 6)                                                                |
|          | Cibliev Vasilij       | Ritirato 1998      | 1987              | Aviatore                     | 381g 15h 52m          | Sojuz TM-17 (Mir 14) Sojuz TM-25 (Mir 23)                                                                                                   |
|          | Čub Nikolaj           | In attività        | 2012              | Ingegnere                    | 373g 20h 13min        | Sojuz MS-24/Sojuz MS-25 (Exp 69/70/71) |
|          | Dežurov Vladimir      | Ritirato 2004      | 1987              | Ingegnere meccanico          | 244g 05h 28m          | Sojuz TM-21/STS-71 STS-105/STS-108 (Exp 3)                                                                                                  |
|          | Dubrov Pëtr           | In attività        | 2012              | Ingegnere informatico        | 355g 03h 45min        | Sojuz MS-18/Sojuz MS-19 (Exp 65/66) |
|          | Fedjaev Andrej        | In attività        | 2012              | Aviatore                     | 185d 22h 42min        | SpaceX Crew-6 (Exp 68/69) |
|          | Gidzenko Jurij        | Ritirato 2001      | 1987              | Aviatore                     | 329g 22h 44m          | Sojuz TM-22 (Mir 20) Sojuz TM-31/STS-102 (Exp 1) Sojuz TM-34/Sojuz TM-33                                                                    |
|          | Gorbunov Aleksandr    | In attività        | 2018              | Ingegnere                    | 171g 04h 39m          | SpaceX Crew-9 (Exp 72) |
|          | Grebënkin Aleksandr   | In attività        | 2018              | Ingegnere                    | 235g 03h 35m          | SpaceX Crew-8 (Exp 70/71/72) |
|          | Ivanišin Anatolij     | Ritirato 2021      | 2003              | Aviatore                     | 476g 04h 41m          | Sojuz TMA-22 (Exp 29/30) Sojuz MS-01 (Exp 48/49) Sojuz MS-16 (Exp 63)                                                                       |
|          | Jurčichin Fëdor       | Ritirato 2019      | 1997              | Ingegnere Economista         | 672g 20h 38m          | STS-112 Sojuz TMA-10(Exp 15) Sojuz TMA-19 (Exp 24/25) Sojuz TMA-09M (Exp 36/37) Sojuz MS-04 (Exp 51/52)                                     |
|          | Kaleri Aleksandr      | In attività        | 1984              | Ingegnere                    | 769g 06h 33m          | Sojuz TM-14 (Mir 11) Sojuz TM-24 (Mir 22) Sojuz TM-30 (Mir 28) Sojuz TMA-3 (Exp 8) Sojuz TMA-01M (Exp 25/26)                                |
|          | Kikina Anna           | In attività        | 2012              | Ingegnere                    | 157g 10h 01min        | SpaceX Crew-5 (Exp 68) |
|          | Kononenko Oleg        | In attività        | 1996              | Ingegnere meccanico          | 1110g 14h 56min       | Sojuz TMA-12 (Exp 17) Sojuz TMA-03M (Exp 30/31) Sojuz TMA-17M (Exp 44/45) Sojuz MS-11 (Exp 57/58/59) Sojuz MS-24/Sojuz MS-25 (Exp 69/70/71) |
|          | Kondakova Elena       | Ritirata 1999      | 1989              | Ingegnere meccanico          | 178g 10h 41m          | Sojuz TM-20 (Mir 17) STS-84 |
|          | Kondrat'ev Dmitrij    | Ritirato 2012      | 1997              | Aviatore Economista          | 159g 07h 17m          | Sojuz TMA-20 (Exp 26/27) |
|          | Kornienko Michail     | Ritirato 2017      | 1998              | Ingegnere                    | 516g 10h 00m          | Sojuz TMA-18 (Exp 23/24) Sojuz TMA-16M/Sojuz TMA-18M (Exp 43/44/45/46)                                                                      |
|          | Korsakov Sergej       | In attività        | 2012              | Ingegnere                    | 194g 19h 1min         | Sojuz MS-21 (Exp 67) |
|          | Korzun Valerij        | Ritirato 2003      | 1987              | Aviatore                     | 381g 15h 40m          | Sojuz TM-24 (Mir 22) STS-111/STS-113 (Exp 5)                                                                                                |
|          | Kotov Oleg            | Ritirato 2016      | 1996              | Medico                       | 526g 05h 01m          | Sojuz TMA-10 (Exp 15) Sojuz TMA-17 (Exp 22/23) Sojuz TMA-10M (Exp 37/38)                                                                    |
|          | Kozeev Konstantin     | Ritirato 2007      | 1996              | Ingegnere meccanico          | 9g 19h 59m            | Sojuz TM-33/Sojuz TM-32 |
|          | Kud'-Sverčkov Sergej  | In attività        | 2010              | Ingegnere                    | 184g 23h 10m          | Sojuz MS-17 (Exp 64) |
|          | Lazutkin Aleksandr    | Ritirato 2007      | 1992              | Ingegnere meccanico          | 184g 22h 07m          | Sojuz TM-25 |
|          | Lončakov Jurij        | Ritirato 2013      | 1997              | Aviatore Ingegnere           | 200g 18h 36m          | STS-100 Sojuz TMA-1/Sojuz TM-34 Sojuz TMA-13 (Exp 18)                                                                                       |
|          | Malenčenko Jurij      | Ritirato 2016      | 1987              | Aviatore                     | 827g 09h 20m          | Sojuz TM-19 (Mir 16) STS-106 Sojuz TMA-2 (Exp 7) Sojuz TMA-11 (Exp 16) Sojuz TMA-05M (Exp 32/33) Sojuz TMA-19M (Exp 46/47)                  |
|          | Matveev Denis         | In attività        | 2012              | Informatico                  | 194g 19h 1min         | Sojuz MS-21 (Exp 67) |
|          | Misurkin Aleksandr    | Ritirato 2022      | 2006              | Aviatore                     | 346g 07h 04           | Sojuz TMA-08M (Exp 35/36) Sojuz MS-06 (Exp 53/54) Sojuz MS-20                                                                               |
|          | Morukov Boris         | Deceduto 2007      | 1989              | Medico                       | 11g 19h 10m           | STS-106 |
|          | Novickij Oleg         | In attività        | 2006              | Aviatore                     | 545g 01h 38m          | Sojuz TMA-06M (Exp 33/34) Sojuz MS-03 (Exp 50/51) Sojuz MS-18 (Exp 65) Sojuz MS-25/Sojuz MS-24                                              |
|          | Onufrienko Jurij      | Ritirato 2004      | 1989              | Aviatore                     | 389g 14h 45m          | Sojuz TM-23 (Mir 21) STS-108/STS-111 (Exp 4)                                                                                                |
|          | Ovčinin Aleksej       | In attività        | 2006              | Aviatore                     | 595g 04h 27min        | Sojuz TMA-20M (Exp 47/48) Sojuz MS-10 Sojuz MS-12 (Exp 59/60) Sojuz MS-26 (Exp 72)                                                          |
|          | Padalka Gennadij      | Ritirato 2017      | 1989              | Aviatore Ingegnere ecologico | 878g 11h 29m          | Sojuz TM-28 (Mir 26) Sojuz TMA-4 (Exp 9) Sojuz TMA-14 (Exp 19/20) Sojuz TMA-04M (Exp 31/32) Sojuz TMA-16M (Exp 43/44)                       |
|          | Peresil'd Julija      | Ritirata           | 2021              | Attrice                      | 11g 16h 13min         | Sojuz MS-19/Sojuz MS-18 |
|          | Peskov Kirill         | In attività        | 2018              | Pilota                       | 147g 16h 29m          | SpaceX Crew-10 (Exp 73) |
|          | Petelin Dmitrij       | In attività        | 2012              | Ingegnere                    | 370g 21h 22m          | Sojuz MS-22/Sojuz MS-23 (Exp 68/69) |
|          | Platonov Oleg         | In attività        | 2018              | Aviatore                     | 1g (Agg. 1/08/2025)   | SpaceX Crew-11 (Exp 73/74) |
|          | Poleščuk Aleksandr    | Ritirato 2004      | 1989              | Ingegnere                    | 179g 00h 43m          | Sojuz TM-16 (Mir 13) |
|          | Prokop'ev Sergej      | In attività        | 2010              | Aviatore                     | 567g 15h 12m          | Sojuz MS-09 (Exp 56/57) Sojuz MS-22/Sojuz MS-23 (Exp 68/69)                                                                                 |
|          | Revin Sergej          | Ritirato 2017      | 1996              | Ingegnere elettronico        | 124g 23h 51m          | Sojuz TMA-04M (Exp 31/32) |
|          | Romanenko Roman       | Ritirato 2014      | 1997              | Aviatore                     | 333g 10h 59m          | Sojuz TMA-15 (Exp 20/21) Sojuz TMA-07M (Exp 34/35)                                                                                          |
|          | Rjazanskij Sergej     | Ritirato 2018      | 2003              | Biochimico                   | 304g 23h 21m          | Sojuz TMA-10M (Exp 37/38) Sojuz MS-05 (Exp 52/53)                                                                                           |
|          | Ryžikov Sergej        | In attività        | 2006              | Aviatore                     | 473g (Agg. 1/08/2025) | Sojuz MS-02 (Exp 49/50) Sojuz MS-17 (Exp 64) Sojuz MS-27 (Exp 73)                                                                           |
|          | Samokutjaev Aleksandr | Ritirato 2017      | 2003              | Aviatore                     | 331g 11h 23m          | Sojuz TMA-21 (Exp 27/28) Sojuz TMA-14M (Exp 41/42)                                                                                          |
|          | Serova Elena          | Ritirato 2016      | 2006              | Ingegnere                    | 167g 05h 42m          | Sojuz TMA-14M (Exp 41/42) |
|          | Škaplerov Anton       | In attività        | 2003              | Aviatore                     | 709g 08h 04min        | Sojuz TMA-22 (Exp 29/30) Sojuz TMA-15M (Exp 42/43) Sojuz MS-07 (Exp 54/55) Sojuz MS-19 (Exp 66)                                             |
|          | Skvorcov Aleksandr    | In attività        | 1997              | Aviatore                     | 545g 23h 08min        | Sojuz TMA-18 (Exp 23/24) Sojuz TMA-12M (Exp 39/40) Sojuz MS-13 (Exp 60/61)                                                                  |
|          | Šaripov Saližan       | Ritirato 2008      | 1990              | Aviatore                     | 201g 14h 49m          | STS-89 Sojuz TMA-5 (Exp 10) |
|          | Šargin Jurij          | Ritirato 2008      | 1996              | Ingegnere aerospaziale       | 9g 21h 29m            | Sojuz TMA-5/Sojuz TMA-4 |
|          | Šipenko Klim          | Ritirato           | 2021              | Regista                      | 11g 16h 13min         | Sojuz MS-19/Sojuz MS-18 |
|          | Skripočka Oleg        | Ritirato 2021      | 1997              | Ingegnere                    | 536g 03h 49min        | Sojuz TMA-01M (Exp 25/26) Sojuz TMA-20M (Exp 47/48) Sojuz MS-15 (Exp 61/62)                                                                 |
|          | Suraev Maksim         | Ritirato 2016      | 1997              | Aviatore                     | 334g 12h 10m          | Sojuz TMA-16 (Exp 21/22 Sojuz TMA-13M (Exp 40/41)                                                                                           |
|          | Tarelkin Evgenij      | Ritirato 2015      | 2003              | Aviatore                     | 143g 16h 15m          | Sojuz TMA-06M (Exp 33/34) |
|          | Tokarev Valerij       | Ritirato 2008      | 1989              | Aviatore                     | 199g 15h 05m          | STS-96 Sojuz TMA-7 (Exp 12) |
|          | Treščëv Sergej        | Ritirato 2006      | 1992              | Ingegnere Aviatore           | 184g 22h 14m          | STS-111/STS-113 (Exp 5) |
|          | Tjurin Michail        | Ritirato 2016      | 1994              | Ingegnere                    | 532g 02h 51m          | STS-105/STS-108 (Exp 3) Sojuz TMA-9 (Exp 14) Sojuz TMA-11M (Exp 38/39)                                                                      |
|          | Usačëv Jurij          | Ritirato 2004      | 1989              | Ingegnere                    | 552g 22h 23m          | Sojuz TM-18 (Mir 15) Sojuz TM-23 (Mir 21) STS-101 STS-102/STS-105 (Exp 2)                                                                   |
|          | Vagner Ivan           | In attività        | 2010              | Ingegnere                    | 416g 03h 46min        | Sojuz MS-16 (Exp 63) Sojuz MS-26 (Exp 72)                                                                                                   |
|          | Vinogradov Pavel      | In attività        | 1992              | Ingegnere                    | 546g 22h 31m          | Sojuz TM-26 (Mir 24) Sojuz TMA-8 (Exp 13) Sojuz TMA-08M (Exp 35/36                                                                          |
|          | Volkov Sergej         | Ritirato 2017      | 1997              | Aviatore                     | 547g 22h 20m          | Sojuz TMA-12 (Exp 17) Sojuz TMA-02M (Exp 28/29) Sojuz TMA-18M (Exp 45/46)                                                                   |
|          | Zalëtin Sergej        | Ritirato 2014      | 1990              | Aviatore                     | 83g 16h 34m           | Sojuz TM-30 (Mir 28) Sojuz TMA-1/Sojuz TM-34                                                                                                |
|          | Zubrickij Alekej      | In attività        | 2018              | Aviatore                     | 115g (Agg. 1/08/2025) | Sojuz MS-27 (Exp 73) |

## Siria
| Ritratto | Nome                 | Status Data ritiro | Anno di selezione | Altra occupazione | Tempo nello spazio | Missioni              |
| -------- | -------------------- | ------------------ | ----------------- | ----------------- | ------------------ | --------------------- |
|          | Faris Muhammad Ahmed | Ritirato 1987      | 1985              | Aviatore          | 7g 23h 04m         | Sojuz TM-3/Sojuz TM-2 |

## Slovacchia
| Ritratto | Nome       | Status Data ritiro | Anno di selezione | Altra occupazione | Tempo nello spazio | Missioni                |
| -------- | ---------- | ------------------ | ----------------- | ----------------- | ------------------ | ----------------------- |
|          | Bella Ivan | Ritirato 1999      | 1998              | Aviatore          | 7g 21h 56m         | Sojuz TM-29/Sojuz TM-28 |

## Spagna
| Ritratto | Nome        | Status Data ritiro | Anno di selezione | Altra occupazione      | Tempo nello spazio | Missioni                       |
| -------- | ----------- | ------------------ | ----------------- | ---------------------- | ------------------ | ------------------------------ |
|          | Duque Pedro | Ritirato 2018      | 1992              | Ingegnere aerospaziale | 18g 18h 46m        | STS-95 Sojuz TMA-3/Sojuz TMA-2 |

## Stati Uniti
| Ritratto | Nome                         | Status Data ritiro                                       | Anno di selezione | Altra occupazione                                      | Tempo nello spazio    | Missioni |
| -------- | ---------------------------- | -------------------------------------------------------- | ----------------- | ------------------------------------------------------ | --------------------- | --- |
|          | Acaba Joseph                 | In attività                                              | 2004              | Geologo Docente                                        | 306g 00h 34m          | STS-119 Sojuz TMA-04M (Exp 31/32) Sojuz MS-06 (Exp 53/54)                                                            |
|          | Acton Loren                  | Ritirato 1985                                            | 1978              | Fisico                                                 | 7g 22h 45m            | STS-51-F |
|          | Adamson James                | Ritirato 1992                                            | 1984              | Ingegnere                                              | 13g 22h 21m           | STS-28 STS-43 |
|          | Akers Thomas                 | Ritirato 1997                                            | 1987              | Ingegnere                                              | 33g 22h 43m           | STS-41 STS-49 STS-61 STS-79                                                                                          |
|          | Aldrin Buzz                  | Ritirato 1971                                            | 1963              | Pilota collaudatore Ingegnere meccanico                | 12g 01h 52m           | Gemini 12 Apollo 11                                                                                                  |
|          | Allen Marty                  | Ritirato 2022                                            | 2022              | Turista spaziale                                       | 10 minuti             | Blue Origin NS-20 |
|          | Altman Scott                 | Ritirato 2010                                            | 1994              | Ingegnere aerospaziale Pilota collaudatore             | 51g 12h 47m           | STS-90 STS-106 STS-109 STS-125                                                                                       |
|          | Allen Andrew                 | Ritirato 1997                                            | 1987              | Pilota collaudatore Ingegnere meccanico                | 37g 16h 11m           | STS-46 STS-62 STS-75                                                                                                 |
|          | Allen Joseph                 | Ritirato 1985                                            | 1967              | Fisico                                                 | 13g 01h 58m           | STS-5 STS-51-A |
|          | Anders William               | Ritirato 1969                                            | 1963              | Ingegnere nucleare Aviatore                            | 6g 03h 00m            | Apollo 8 |
|          | Anderson Clayton             | Ritirato 2011                                            | 1998              | Ingegnere aerospaziale                                 | 166g 21h 10m          | STS-117/STS-120 (Exp 15/16) STS-131                                                                                  |
|          | Anderson Michael             | Deceduto 2003 Incidente Shuttle Columbia                 | 1994              | Fisico                                                 | 24g 18h 07m           | STS-89 STS-107 |
|          | Angel Mason                  | Ritirato 2024                                            | 2024              | Turista spaziale                                       | 10m                   | Blue Origin NS-25 |
|          | Antonelli Dominic            | Ritirato 2015                                            | 2000              | Pilota collaudatore                                    | 24h 13h 57m           | STS-119 STS-132 |
|          | Apt Jerome                   | Ritirato 1997                                            | 1985              | Fisico                                                 | 35g 07h 09m           | STS-37 STS-47 STS-59 STS-79                                                                                          |
|          | Arceneaux Hayley             | Ritirata 2021                                            | 2021              | Turista spaziale Assistente medico                     | 2g 23h 03m            | Inspiration4 |
|          | Archambault Lee              | Ritirato 2012                                            | 1998              | Pilota collaudatore Ingegnere aerospaziale             | 26g 15h 40m           | STS-117 STS-119 |
|          | Armstrong Neil               | Deceduto 1971                                            | 1962              | Pilota collaudatore Ingegnere aerospaziale             | 8g 13h 59m            | Gemini 8 Apollo 11                                                                                                   |
|          | Arnold Richard               | In attività                                              | 2004              | Docente                                                | 209g 13h 29m          | STS-119 Sojuz MS-08 (Exp 55/56)                                                                                      |
|          | Ashby Jeffrey                | Ritirato 2008                                            | 1994              | Pilota collaudatore Ingegnere meccanico                | 27g 16h 17m           | STS-93 STS-100 STS-112                                                                                               |
|          | Auñón-Chancellor Serena      | In attività                                              | 2009              | Medico Ingegnere elettrico                             | 196g 17h 49m          | Sojuz MS-09 (Exp 56/57)                                                                                              |
|          | Ayers Nichole                | In attività                                              | 2021              | Pilota                                                 | 147g 16h 29min        | SpaceX Crew-10 (Exp 73)                                                                                              |
|          | Baker Ellen                  | Ritirata 2012                                            | 1984              | Geologo Medico                                         | 28g 14h 31m           | STS-34 STS-50 STS-71                                                                                                 |
|          | Bagian James                 | Ritirato 1995                                            | 1980              | Medico Ingegnere meccanico                             | 14g 01h 53m           | STS-29 STS-40 |
|          | Baker Michael                | Ritirato 2008                                            | 1985              | Pilota collaudatore Ingegnere aerospaziale             | 40g 04h 58m           | STS-43 STS-52 STS-68 STS-81                                                                                          |
|          | Barratt Michael              | In attività                                              | 2000              | Medico Zoologo                                         | 446g 15h 21m          | Sojuz TMA-14 (Exp 19/20) STS-133 SpaceX Crew-8 (Exp 70/71/72)                                                        |
|          | Barron Kayla                 | In attività                                              | 2017              | Ingegnere nucleare                                     | 176g 02h 39min        | SpaceX Crew-3 (Exp 66/67)                                                                                            |
|          | Barry Daniel                 | Ritirato 2005                                            | 1992              | Medico Ingegnere elettrico                             | 30g 14h 25m           | STS-72 STS-96 STS-105                                                                                                |
|          | Bartoe John                  | Ritirato 1985                                            | 1978              | Astrofisico                                            | 7g 22h 45m            | STS-51-F |
|          | Bean Alan                    | Deceduto 1981                                            | 1963              | Pilota collaudatore Ingegnere aerospaziale             | 69g 15h 45m           | Apollo 12 Skylab 3                                                                                                   |
|          | Behnken Robert               | Ritirato 2022                                            | 2000              | Ingegnere meccanico Ingegnere collaudatore             | 93g 11h 42m           | STS-123 STS-130 SpaceX Demo 2                                                                                        |
|          | Bess Cameron                 | Ritirato 2021                                            | 2021              | Turista spaziale                                       | 10 minuti             | Blue Origin NS-19 |
|          | Bess Lane                    | Ritirato 2021                                            | 2021              | Turista spaziale                                       | 10 minuti             | Blue Origin NS-19 |
|          | Bezos Jeff                   | Ritirato 2021                                            | 2021              | Turista spaziale Imprenditore                          | 10 minuti             | Blue Origin NS-16 |
|          | Bezos Mark                   | Ritirato 2021                                            | 2021              | Turista spaziale                                       | 10 minuti             | Blue Origin NS-16 |
|          | Binnie Brian                 | Ritirato                                                 |                   | Pilota collaudatore                                    | 1h 24m                | SpaceShipOne 17P |
|          | Blaha John                   | Ritirato 1997                                            | 1980              | Ingegnere aerospaziale                                 | 161g 02h 45m          | STS-29 STS-33 STS-43 STS-58 STS-79/STS-81 (Mir 22)                                                                   |
|          | Bloomfield Michael           | Ritirato 2007                                            | 1994              | Pilota collaudatore Ingegnere meccanico                | 32g 10h 59m           | STS-86 STS-97 STS-110                                                                                                |
|          | Bluford Guion                | Ritirato 1993                                            | 1978              | Ingegnere Aviatore                                     | 28g 16h 33m           | STS-8 STS-61-A STS-39 STS-53                                                                                         |
|          | Bobko Karol                  | Deceduto 1989                                            | 1966              | Pilota collaudatore Ingegnere aerospaziale             | 16g 02h 03m           | STS-6 STS-51-D STS-51-J                                                                                              |
|          | Boe Eric                     | In attività                                              | 2000              | Pilota collaudatore Ingegnere aerospaziale             | 28g 15h 33m           | STS-126 STS-133 |
|          | Bolden Charles               | Ritirato 1994                                            | 1980              | Pilota collaudatore                                    | 28g 08h 37m           | STS-61-C STS-31 STS-45 STS-60                                                                                        |
|          | Borman Frank                 | Ritirato 1970                                            | 1962              | Pilota collaudatore Ingegnere aerospaziale             | 19g 21h 35m           | Gemini 7 Apollo 8 |
|          | Bowen Stephen                | In attività                                              | 2000              | Ingegnere elettrico Ufficiale sottomarino              | 226d 08h 43min        | STS-133 STS-132 STS-126 SpaceX Crew-6 (Exp 68/69)                                                                    |
|          | Bowersox Kenneth             | Ritirato 2006                                            | 1987              | Pilota collaudatore                                    | 211g 14h 11m          | STS-50 STS-61 STS-73 STS-82 STS-113/Sojuz TMA-1 (Exp 6)                                                              |
|          | Brady Charles                | Deceduto 2002                                            | 1992              | Medico                                                 | 16g 21h 47m           | STS-78 |
|          | Brand Vance                  | Ritirato 1992                                            | 1966              | Pilota collaudatore Ingegnere aerospaziale             | 31g 02h 02m           | ASTP STS-5 STS-41-B STS-35                                                                                           |
|          | Brandenstein Daniel          | Ritirato 1992                                            | 1978              | Pilota collaudatore                                    | 32g 21h 03m           | STS-8 STS-51-G STS-32 STS-49                                                                                         |
|          | Bresnik Randolph             | In attività                                              | 2004              | Pilota collaudatore                                    | 149g 12h 12m          | STS-129 Sojuz MS-05 (Exp 52/53)                                                                                      |
|          | Bridges Roy                  | Ritirato 1986                                            | 1980              | Pilota collaudatore                                    | 7g 22h 45m            | STS-51-F |
|          | Brown Curtis                 | Ritirato 1999                                            | 1987              | Pilota collaudatore Ingegnere elettrico                | 57g 17h 03m           | STS-47 STS-66 STS-77 STS-85 STS-95 STS-103                                                                           |
|          | Brown David                  | Deceduto 2003 Incidente Shuttle Columbia                 | 1996              | Biologo Medico                                         | 15g 22h 20m           | STS-107 |
|          | Brown Mark                   | Ritirato 1993                                            | 1984              | Aviatore Ingegnere aerospaziale                        | 10g 09h 27m           | STS-28 STS-48 |
|          | Buchli James                 | Ritirato 1992                                            | 1978              | Ingegnere aerospaziale                                 | 20g 10h 24m           | STS-51-C STS-61-A STS-29 STS-48                                                                                      |
|          | Buckey Jay                   | Ritirato 1998                                            | 1991              | Medico Ingegnere elettrico                             | 15g 21h 50m           | STS-90 |
|          | Burbank Daniel               | Ritirato 2018                                            | 1996              | Ingegnere elettrico                                    | 188g 21h 47m          | STS-106 STS-115 Sojuz TMA-22 (Exp 29/30)                                                                             |
|          | Bursch Daniel                | Ritirato 2005                                            | 1990              | Ingegnere Fisico                                       | 226g 22h 14m          | STS-51 STS-68 STS-77 STS-108/STS-111 (Exp 4)                                                                         |
|          | Cabana Robert                | Ritirato 2004                                            | 1985              | Pilota collaudatore                                    | 37g 22h 42m           | STS-41 STS-53 STS-65 STS-88                                                                                          |
|          | Caldwell Dyson Tracy         | In attività                                              | 1998              | Chimico                                                | 372g 18h 35min        | STS-118 Sojuz TMA-18 (Exp 23/24) Sojuz MS-25 (Exp 71)                                                                |
|          | Camarda Charles              | Ritirato 2006                                            | 1996              | Ingegnere aerospaziale                                 | 13g 21h 32m           | STS-114 |
|          | Cameron Kenneth              | Ritirato 1996                                            | 1984              | Ingegnere Pilota collaudatore                          | 23g 10h 10m           | STS-37 STS-56 STS-74                                                                                                 |
|          | Cardman Zena                 | In attività                                              | 2017              | Biologa                                                | 1g (Agg. 1/08/2025)   | SpaceX Crew-11 (Exp 73/74)                                                                                           |
|          | Carey Duane                  | Ritirato 2004                                            | 1996              | Pilota collaudatore Ingegnere aerospaziale             | 10g 22h 10m           | STS-109 |
|          | Carpenter Malcolm            | Deceduto 1967                                            | 1959              | Pilota collaudatore Ingegnere aerospaziale             | 4h 56m                | Mercury 7 |
|          | Carr Gerald                  | Ritirato 1977                                            | 1966              | Ingegnere meccanico                                    | 84g 01h 15m           | Skylab 4 |
|          | Carter Sonny                 | Deceduto 1991                                            | 1984              | Medico Chimico                                         | 5g 00h 06m            | STS-33 |
|          | Casper John                  | Ritirato 1997                                            | 1984              | Pilota collaudatore Ingegnere                          | 34g 09h 51m           | STS-36 STS-54 STS-62 STS-77                                                                                          |
|          | Cassada Josh                 | In attività                                              | 2013              | Pilota collaudatore                                    | 157g 10h 01min        | SpaceX Crew-5 (Exp 68)                                                                                               |
|          | Cassidy Christopher          | In attività                                              | 2004              | Ingegnere oceanografico Navy SEAL                      | 377g 17h 49m          | STS-127 Sojuz TMA-08M (Exp 36/35) Sojuz MS-16 (Exp 63)                                                               |
|          | Cenker Robert                | Ritirato 1986                                            | 1985              | Ingegnere                                              | 6g 02h 03m            | STS-61-C |
|          | Cernan Eugene                | Deceduto 1976                                            | 1963              | Aviatore Ingegnere elettrico                           | 23g 14h 15m           | Gemini 9 Apollo 10 Apollo 17                                                                                         |
|          | Chamitoff Gregory            | Ritirato 2013                                            | 1998              | Ingegnere aerospaziale                                 | 198g 18h 00m          | STS-124/STS-126 (Exp 17/18) STS-134                                                                                  |
|          | Chang-Diaz Franklin          | Ritirato 2005                                            | 1980              | Fisico Ingegnere meccanico                             | 66g 18h 15m           | STS-61-C STS-34 STS-46 STS-60 STS-75 STS-91 STS-111                                                                  |
|          | Chari Raja                   | In attività                                              | 2017              | Pilota collaudatore                                    | 176g 02h 39min        | SpaceX Crew-3 (Exp 66/67)                                                                                            |
|          | Chawla Kalpana               | Deceduta 2003 Incidente Shuttle Columbia                 | 1994              | Ingegnere aerospaziale                                 | 31g 14h 54m           | STS-87 STS-107 |
|          | Chiao Leroy                  | Ritirato 2005                                            | 1990              | Ingegnere chimico                                      | 229g 08h 39m          | STS-65 STS-72 STS-92 Sojuz TMA-5 (Exp 10)                                                                            |
|          | Chilton Kevin                | Ritirato 1998                                            | 1987              | Pilota collaudatore Ingegnere meccanico                | 29g 08h 22m           | STS-49 STS-59 STS-76                                                                                                 |
|          | Clark Laurel                 | Deceduta 2003 Incidente Shuttle Columbia                 | 1996              | Medico Zoologo                                         | 15g 22h 20m           | STS-107 |
|          | Cleave Mary                  | Ritirata 1991                                            | 1980              | Biologa Ingegnere ambientale                           | 10g 22h 00m           | STS-61-B STS-30 |
|          | Clifford Michael             | Ritirato 1997                                            | 1990              | Pilota collaudatore Ingegnere aerospaziale             | 27g 18h 24m           | STS-53 STS-59 STS-76                                                                                                 |
|          | Coats Michael                | Ritirato 1991                                            | 1978              | Pilota collaudatore Ingegnere aeronautico              | 19g 07h 56m           | STS-41-D STS-29 STS-39                                                                                               |
|          | Cockrell Kenneth             | Ritirato 2006                                            | 1990              | Pilota collaudatore                                    | 64g 12h 24m           | STS-56 STS-69 STS-80 STS-98 STS-111                                                                                  |
|          | Coleman Catherine            | Ritirata 2015                                            | 1992              | Chimico                                                | 180g 03h 58m          | STS-73 STS-93 Sojuz TMA-20 (Exp 26/27)                                                                               |
|          | Collins Eileen               | Ritirata 2006                                            | 1990              | Pilota collaudatore                                    | 36g 08h 09m           | STS-63 STS-84 STS-93 STS-114                                                                                         |
|          | Collins Michael              | Ritirato (1970) Deceduto (2021)                          | 1963              | Pilota collaudatore                                    | 11g 02h 04m           | Gemini 10 Apollo 11                                                                                                  |
|          | Connor Larry                 | Ritirato 2022                                            | 2020              | Imprenditore Turista spaziale                          | 17g 01h 48min         | Axiom Mission 1 |
|          | Conrad Charles               | Deceduto 1974                                            | 1962              | Pilota collaudatore Ingegnere aerospaziale             | 49g 03h 38m           | Gemini 5 Gemini 11 Apollo 12 Skylab 2                                                                                |
|          | Cooper Gordon                | Deceduto 1970                                            | 1959              | Pilota collaudatore Ingegnere aerospaziale             | 9g 09h 14m            | Mercury 9 Gemini 5                                                                                                   |
|          | Cotton Coby                  | Ritirato 2022                                            | 2022              | Turista spaziale                                       | 10 minuti             | Blue Origin NS-22 |
|          | Covey Richard                | Ritirato 1994                                            | 1978              | Pilota collaudatore Ingegnere                          | 26g 21h 09m           | STS-51-I STS-26 STS-38 STS-61                                                                                        |
|          | Creamer Timothy              | Ritirato 2011                                            | 1998              | Chimico Fisico                                         | 163g 05h 32m          | Sojuz TMA-17 (Exp 22/23)                                                                                             |
|          | Creighton John               | Ritirato 1992                                            | 1978              | Pilota collaudatore                                    | 16g 20h 24m           | STS-51-G STS-36 STS-48                                                                                               |
|          | Crippen Robert               | Ritirato 1991                                            | 1966              | Pilota collaudatore Ingegnere aerospaziale             | 23g 13h 47m           | STS-1 STS-7 STS-41-C STS-41-G                                                                                        |
|          | Crouch Roger                 | Ritirato 1997                                            | 1989              | Fisico                                                 | 19g 15h 56m           | STS-83 STS-94 |
|          | Culbertson Frank             | Ritirato 2002                                            | 1984              | Pilota collaudatore Ingegnere aerospaziale             | 143g 14h 50m          | STS-38 STS-51 STS-105/STS-108 (Exp 3)                                                                                |
|          | Cunningham Walter            | Ritirato 1971                                            | 1963              | Aviatore Fisico                                        | 10g 20h 09m           | Apollo 7 |
|          | Curbeam Robert               | Ritirato 2007                                            | 1994              | Ingegnere aerospaziale                                 | 37g 14h 30m           | STS-85 STS-98 STS-116                                                                                                |
|          | Currie-Gregg Nancy           | Ritirata 2005                                            | 1990              | Ingegnere della sicurezza Biologa                      | 41g 15h 32m           | STS-57 STS-70 STS-88 STS-109                                                                                         |
|          | Davis Jan                    | Ritirata 1999                                            | 1987              | Ingegnere meccanico Biologa                            | 28g 02h 05m           | STS-47 STS-60 STS-85                                                                                                 |
|          | de Vries Glen                | Deceduto 2021                                            | 2021              | Turista spaziale                                       | 10 minuti             | Blue Origin NS-18 |
|          | DeLucas Lawrence             | Ritirato 1992                                            | 1990              | Biochimico                                             | 13g 19h 30m           | STS-50 |
|          | Dick Evan                    | Ritirato 2022                                            | 2022              | Turista spaziale                                       | 20 minuti             | Blue Origin NS-19 Blue Origin NS-21                                                                                  |
|          | Dominick Matthew             | In attività                                              | 2017              | Pilota collaudatore                                    | 235g 03h 35m          | SpaceX Crew-8 (Exp 70/71/72)                                                                                         |
|          | Drew Alvin                   | Ritirato 2013                                            | 2000              | Aviatore Ingegnere aerospaziale                        | 25g 12h 59m           | STS-133 STS-118 |
|          | Duffy Brian                  | Ritirato 2001                                            | 1985              | Pilota collaudatore                                    | 40g 17h 35m           | STS-45 STS-57 STS-72 STS-92                                                                                          |
|          | Duke Charles                 | Ritirato 1976                                            | 1966              | Pilota collaudatore                                    | 11g 01h 51m           | Apollo 16 |
|          | Dunbar Bonnie                | Ritirata 2005                                            | 1980              | Ingegnere biomedico                                    | 50g 08h 23m           | STS-61-A STS-32 STS-50 STS-71 STS-89                                                                                 |
|          | Durrance Samuel              | Ritirato 1995                                            | 1984              | Astronomo                                              | 25g 14h 13m           | STS-35 STS-67 |
|          | Dutton James                 | Ritirato 2012                                            | 2004              | Pilota collaudatore Ingegnere aerospaziale             | 15g 02h 47m           | STS-131 |
|          | Dwight Edward                | Ritirato 2024                                            | 2024              | Turista spaziale Pilota collaudatore                   | 10m                   | Blue Origin NS-25 |
|          | Echazarreta Kat              | Ritirata 2022                                            | 2022              | Turista spaziale                                       | 10 minuti             | Blue Origin NS-21 |
|          | Edwards Joe                  | Ritirato 2000                                            | 1994              | Pilota collaudatore Ingegnere aerospaziale             | 8g 19h 47m            | STS-89 |
|          | Eisele Donn                  | Deceduto 1972                                            | 1963              | Pilota collaudatore                                    | 10g 20h 09m           | Apollo 7 |
|          | England Anthony              | Ritirato 1988                                            | 1967              | Geologo                                                | 7g 22h 45m            | STS-51-F |
|          | Engle Joe                    | Ritirato 1986                                            | 1966              | Pilota collaudatore Ingegnere aerospaziale             | 9g 08h 30m            | STS-2 STS-51-I |
|          | Epps Jeanette                | In attività                                              | 2009              | Ingegnere                                              | 235g 03h 35m          | SpaceX Crew-8 (Exp 70/71/72)                                                                                         |
|          | Evans Ron                    | Deceduto 1977                                            | 1966              | Aviatore Ingegnere aeronautico                         | 12g 13h 52m           | Apollo 17 |
|          | Fabian John                  | Ritirato 1985                                            | 1978              | Aviatore Ingegnere meccanico                           | 13g 04h 03m           | STS-7 STS-51-G |
|          | Ferl Rob                     | Ritirato                                                 | 2024              | Turista spaziale                                       | 10m                   | Blue Origin NS-26 |
|          | Ferguson Christopher         | In attività (Boeing)                                     | 1998              | Ingegnere meccanico Pilota collaudatore                | 40g 10h 03m           | STS-115 STS-126 STS-135                                                                                              |
|          | Fettman Martin               | Ritirato 1993                                            | 1991              | Patologo                                               | 14g 00h 12m           | STS-58 |
|          | Feustel Andrew               | Ritirato 2023                                            | 2000              | Geofisico                                              | 225g 09h 15m          | STS-125 STS-134 Sojuz MS-08 (Exp 55/56)                                                                              |
|          | Fincke Michael               | In attività                                              | 1996              | Ingegnere aerospaziale                                 | 381g (Agg. 1/08/2025) | Sojuz TMA-4 (Exp 9) Sojuz TMA-13 (Exp 18) STS-134 SpaceX Crew-11 (Exp 73/74)                                         |
|          | Fisher Anna                  | Ritirata 2006                                            | 1978              | Medico Chimico                                         | 7g 23h 44m            | STS-51-A |
|          | Fischer Jack                 | Ritirato 2018                                            | 2009              | Pilota collaudatore Ingegnere aerospaziale             | 135g 18h 08m          | Sojuz MS-04 (Exp 51/52)                                                                                              |
|          | Fisher William               | Ritirato 1991                                            | 1980              | Medico                                                 | 7g 02h 17m            | STS-51-I |
|          | Foale Michael                | Ritirato 2013                                            | 1987              | Astrofisico                                            | 373g 18h 15m          | STS-45 STS-56 STS-63 STS-84/STS-86 (Mir 23/24) STS-103 Sojuz TMA-3 (Exp 8)                                           |
|          | Ford Kevin                   | Ritirato 2014                                            | 2000              | Pilota collaudatore Ingegnere aerospaziale             | 157g 13h 08m          | STS-128 Sojuz TMA-06M (Exp 33/34)                                                                                    |
|          | Foreman Michael              | Ritirato 2010                                            | 1998              | Pilota collaudatore Ingegnere aerospaziale             | 26g 13h 27m           | STS-123 STS-129 |
|          | Forrester Patrick            | Ritirato 2011                                            | 1996              | Ingegnere meccanico Ingegnere collaudatore             | 39g 14h 16m           | STS-105 STS-117 STS-128                                                                                              |
|          | Fossum Michael               | Ritirato 2017                                            | 1998              | Ingegnere meccanico                                    | 193g 19h 01m          | STS-121 STS-124 Sojuz TMA-02M (Exp 28/29)                                                                            |
|          | Frick Stephen                | Ritirato 2010                                            | 1996              | Pilota collaudatore Ingegnere aerospaziale             | 23g 14h 03m           | STS-122 STS-110 |
|          | Fullerton Gordon             | Deceduto 1986                                            | 1966              | Ingegnere meccanico Pilota collaudatore                | 15g 22h 50m           | STS-3 STS-51-F |
|          | Funk Wally                   | Ritirata 2021                                            | 2021              | Turista spaziale Aviatrice                             | 10 minuti             | Blue Origin NS-16 |
|          | Gaffney Francis              | Ritirato 1991                                            | 1984              | Medico                                                 | 9g 02h 14m            | STS-40 |
|          | Garan Ronald                 | Ritirato 2012                                            | 2000              | Aviatore Ingegnere aerospaziale                        | 177g 23h 54m          | STS-124 Sojuz TMA-21 (Exp 27/28)                                                                                     |
|          | Gardner Dale                 | Deceduto 1986                                            | 1978              | Pilota collaudatore Ingegnere                          | 14g 00h 52m           | STS-8 STS-51-A |
|          | Gardner Guy                  | Ritirato 1991                                            | 1980              | Pilota collaudatore Ingegnere                          | 13g 08h 10m           | STS-27 STS-35 |
|          | Garn Jake                    | Ritirato 1985                                            | 1984              | Politico Aviatore                                      | 6g 23h 55m            | STS-51-D |
|          | Garriott Owen                | Ritirato 1986                                            | 1965              | Aviatore Ingegnere elettrico                           | 69g 18h 56m           | Skylab 3 STS-9 |
|          | Garriott Richard             | Ritirato 2008                                            | 2007              | Turista spaziale Imprenditore Informatico              | 11g 20h 35m           | Sojuz TMA-13/Sojuz TMA-12                                                                                            |
|          | Gemar Charles                | Ritirato 1996                                            | 1985              | Ingegnere Soldato                                      | 24g 05h 38m           | STS-38 STS-48 STS-62                                                                                                 |
|          | Gernhardt Michael            | Ritirato 2001                                            | 1992              | Fisico Ingegnere                                       | 43g 06h 59m           | STS-69 STS-83 STS-94 STS-104                                                                                         |
|          | Gibson Edward                | Ritirato 1982                                            | 1965              | Aviatore Fisico                                        | 84g 01h 15m           | Skylab 4 |
|          | Gibson Robert                | Ritirato 1996                                            | 1978              | Pilota collaudatore Ingegnere aerospaziale             | 36g 04h 15m           | STS-41-B STS-61-C STS-27 STS-47 STS-71                                                                               |
|          | Gillis Sarah                 | In attività                                              | 2022              | Turista spaziale Ingegnere                             | 4g 22h 13min          | Polaris Dawn |
|          | Glenn John                   | Deceduto 1998                                            | 1959              | Pilota collaudatore Ingegnere                          | 9g 02h 39m            | Mercury 6 STS-95 |
|          | Glover Victor                | In attività                                              | 2013              | Pilota collaudatore                                    | 167g 06h 29m          | SpaceX Crew-1 (Exp 64/65)                                                                                            |
|          | Godwin Linda                 | Ritirata 2010                                            | 1985              | Fisico                                                 | 38g 06h 12m           | STS-59 STS-37 STS-108 STS-76                                                                                         |
|          | Good Michael                 | Ritirato 2012                                            | 2000              | Pilota collaudatore Ingegnere aerospaziale             | 24g 18h 5m            | STS-125 STS-132 |
|          | Gordon Richard               | Deceduto 1972                                            | 1963              | Pilota collaudatore Chimico                            | 13g 03h 53m           | Gemini 11 Apollo 12                                                                                                  |
|          | Gorie Dominic                | Ritirato 2010                                            | 1994              | Aviatore Ingegnere oceanico                            | 48g 15h 18m           | STS-91 STS-99 STS-108 STS-123                                                                                        |
|          | Grabe Ronald                 | Ritirato 1994                                            | 1980              | Pilota collaudatore Ingegnere                          | 26g 03h 38m           | STS-51-J STS-30 STS-42 STS-57                                                                                        |
|          | Gregory Frederick            | Ritirato 1993                                            | 1978              | Pilota collaudatore                                    | 18g 23h 04m           | STS-51-B STS-33 STS-44                                                                                               |
|          | Gregory William              | Ritirato 1999                                            | 1990              | Pilota collaudatore Ingegnere meccanico                | 16g 15h 08m           | STS-67 |
|          | Griggs David                 | Deceduto 1989                                            | 1978              | Pilota collaudatore                                    | 6g 23h 55m            | STS-51-D |
|          | Grin Eugene                  | Ritirato                                                 | 2024              | Turista spaziale                                       | 10m                   | Blue Origin NS-26 |
|          | Grissom Virgil               | Deceduto 1967 Incidente Apollo 1                         | 1959              | Pilota collaudatore Ingegnere meccanico                | 4h 52m                | Mercury 4 Gemini 3                                                                                                   |
|          | Grunsfeld John               | Ritirato 2010                                            | 1992              | Fisico                                                 | 58g 15h 00m           | STS-67 STS-81 STS-103 STS-109 STS-125                                                                                |
|          | Gutierrez Sidney             | Ritirato 1994                                            | 1984              | Pilota collaudatore Ingegnere aerospaziale             | 20g 08h 03m           | STS-40 STS-59 |
|          | Hagle Marc                   | Ritirato 2022                                            | 2022              | Turista spaziale                                       | 10 minuti             | Blue Origin NS-20 |
|          | Hagle Sharon                 | Ritirato 2022                                            | 2022              | Turista spaziale                                       | 10 minuti             | Blue Origin NS-20 |
|          | Hague Nick                   | In attività                                              | 2013              | Ingegnere aerospaziale Ingegnere collaudatore          | 373g 20h 23m          | Sojuz MS-10 Sojuz MS-12 (Exp 59/60) SpaceX Crew-9 (Exp 72)                                                           |
|          | Haise Fred                   | Ritirato 1979                                            | 1966              | Ingegnere aerospaziale Aviatore                        | 5g 22h 54m            | Apollo 13 |
|          | Halsell James                | Ritirato 2006                                            | 1990              | Pilota collaudatore Ingegnere                          | 52g 10h 30m           | STS-65 STS-74 STS-83 STS-94 STS-101                                                                                  |
|          | Ham Kenneth                  | Ritirato 2012                                            | 1998              | Pilota collaudatore Ingegnere aerospaziale             | 25g 12h 41m           | STS-124 STS-132 |
|          | Hammond Blaine               | Ritirato 1998                                            | 1984              | Pilota collaudatore Ingegnere meccanico                | 19g 06h 11m           | STS-39 STS-64 |
|          | Harbaugh Gregory             | Ritirato 2001                                            | 1987              | Ingegnere aerospaziale Fisico                          | 34g 01h 59m           | STS-39 STS-54 STS-71 STS-82                                                                                          |
|          | Harris Bernard               | Ritirato 1996                                            | 1990              | Biologo Medico                                         | 18g 06h 08m           | STS-55 STS-63 |
|          | Hart Terry                   | Ritirato 1984                                            | 1978              | Aviatore Ingegnere meccanico                           | 6g 23h 40m            | STS-41-C |
|          | Hartsfield Henry             | Deceduto 1988                                            | 1966              | Pilota collaudatore Fisico                             | 20g 02h 50m           | STS-4 STS-41-D STS-61-A                                                                                              |
|          | Hauck Frederick              | Ritirato 1989                                            | 1978              | Pilota collaudatore Ingegnere nucleare                 | 18g 03h 08m           | STS-7 STS-51-A STS-26                                                                                                |
|          | Hawley Steven                | Ritirato 2008                                            | 1978              | Astrofisico                                            | 32g 02h 41m           | STS-41-D STS-61-C STS-31 STS-82 STS-93                                                                               |
|          | Helms Susan                  | Ritirata 2002                                            | 1990              | Ingegnere collaudatore Ingegnere aerospaziale          | 210g 23h 03m          | STS-54 STS-64 STS-78 STS-101 STS-102/STS-105 (Exp 2)                                                                 |
|          | Henize Karl                  | Deceduto 1986                                            | 1967              | Astronomo                                              | 7g 22h 45m            | STS-51-F |
|          | Hennen Thomas                | Ritirato 1991                                            | 1988              | Chief Warrant Officer 4                                | 6g 22h 50m            | STS-44 |
|          | Henricks Terence             | Ritirato 1997                                            | 1985              | Pilota collaudatore Ingegnere civile                   | 42g 18h 37m           | STS-44 STS-55 STS-70 STS-78                                                                                          |
|          | Hernández José               | Ritirato 2011                                            | 2004              | Ingegnere elettrico                                    | 13g 20h 53m           | STS-100 |
|          | Herrington John              | Ritirato 2005                                            | 1996              | Pilota collaudatore Ingegnere aerospaziale             | 13g 18h 47m           | STS-113 |
|          | Hess Kenneth                 | Ritirato 2024                                            | 2024              | Turista spaziale                                       | 10m                   | Blue Origin NS-25 |
|          | Hieb Richard                 | Ritirato 1995                                            | 1985              | Ingegnere aerospaziale                                 | 31g 22h 34m           | STS-39 STS-49 STS-65                                                                                                 |
|          | Higginbotham Joan            | Ritirata 2007                                            | 1996              | Ingegnere elettrico                                    | 12g 20h 44m           | STS-116 |
|          | Hilmers David                | Ritirata 1992                                            | 1980              | Ingegnere elettrico Medico                             | 20g 14h 16m           | STS-51-J STS-26 STS-36 STS-42                                                                                        |
|          | Hines Bob                    | In attività                                              | 2017              | Pilota collaudatore                                    | 170g 13h 02m          | SpaceX Crew-4 (Exp 67/68)                                                                                            |
|          | Hire Kathryn                 | Ritirato 2010                                            | 1994              | Ingegnere                                              | 29g 15h 56m           | STS-90 STS-130 |
|          | Hobaugh Charles              | Ritirato 2011                                            | 1996              | Pilota collaudatore Ingegnere aerospaziale             | 36g 07h 46m           | STS-104 STS-118 STS-129                                                                                              |
|          | Hoburg Warren                | In attività                                              | 2017              | Ingegnere elettrico                                    | 185g 22h 42min        | SpaceX Crew-6 (Exp 68/69)                                                                                            |
|          | Hoffman Jeffrey              | Ritirato 1997                                            | 1978              | Astrofisico                                            | 50g 11h 53m           | STS-51-D STS-35 STS-46 STS-61 STS-75                                                                                 |
|          | Hopkins Michael              | Ritirato 2023                                            | 2009              | Ingegnere collaudatore                                 | 333g 12h 54m          | Sojuz TMA-10M (Exp 37/38) SpaceX Crew-1 (Exp 64/65)                                                                  |
|          | Horowitz Scott               | Ritirato 2004                                            | 1992              | Pilota collaudatore Ingegnere aerospaziale             | 47g 10h 38m           | STS-75 STS-82 STS-101 STS-105                                                                                        |
|          | Hughes-Fulford Millie        | Ritirata 1991                                            | 1984              | Chimico                                                | 9g 02h 14m            | STS-40 |
|          | Hurley Douglas               | Ritirato 2021                                            | 2000              | Pilota collaudatore Ingegnere civile                   | 92g 10h 38m           | STS-127 STS-135 SpaceX Demo 2                                                                                        |
|          | Husband Rick                 | Deceduto 2003 Incidente Shuttle Columbia                 | 1994              | Pilota collaudatore Ingegnere meccanico                | 25g 17h 33m           | STS-96 STS-107 |
|          | Irwin James                  | Deceduto 1972                                            | 1966              | Pilota collaudatore Ingegnere aerospaziale             | 12g 07h 12m           | Apollo 15 |
|          | Isaacman Jared               | In attività                                              | 2021              | Turista spaziale Imprenditore                          | 7g 21h 16min          | Inspiration4 Polaris Dawn                                                                                            |
|          | Ivins Marsha                 | Ritirata 2010                                            | 1984              | Ingegnere aerospaziale                                 | 55g 21h 46m           | STS-32 STS-46 STS-62 STS-81 STS-98                                                                                   |
|          | Jahangir Eiman               | Ritirato                                                 | 2024              | Turista spaziale                                       | 10m                   | Blue Origin NS-26 |
|          | Jemison Mae                  | Ritirata 1993                                            | 1987              | Ingegnere chimico Medico                               | 7g 22h 30m            | STS-47 |
|          | Jernigan Tamara              | Ritirata 2001                                            | 1985              | Astronomo Ingegnere                                    | 63g 01h 24m           | STS-40 STS-52 STS-67 STS-80 STS-96                                                                                   |
|          | Jett Brent                   | Ritirato 2007                                            | 1992              | Pilota collaudatore Ingegnere aerospaziale             | 41g 17h 58m           | STS-72 STS-81 STS-97 STS-115                                                                                         |
|          | Johnson C. Gregory           | Ritirato 20??                                            | 1998              | Aviatore Ingegnere aerospaziale                        | 12g 21h 37m           | STS-125 |
|          | Johnson H. Gregory           | Ritirato 2013                                            | 1998              | Pilota collaudatore Ingegnere civile                   | 31g 11h 49m           | STS-123 STS-134 |
|          | Jones Thomas                 | Ritirato 2001                                            | 1990              | Aviatore Scienziato                                    | 53g 00h 48m           | STS-59 STS-68 STS-80 STS-98                                                                                          |
|          | Kavandi Janet                | Ritirata 2005                                            | 1994              | Chimico                                                | 33g 20h 07m           | STS-91 STS-99 STS-104                                                                                                |
|          | Kelly Clint III              | Ritirato 2022                                            | 2022              | Turista spaziale                                       | 10 minuti             | Blue Origin NS-22 |
|          | Kelly James                  | Ritirato 2010                                            | 1996              | Pilota collaudatore Ingegnere aerospaziale             | 26g 17h 21m           | STS-102 STS-114 |
|          | Kelly Mark                   | Ritirato 2011                                            | 1996              | Pilota collaudatore Ingegnere aerospaziale             | 54g 02h 02m           | STS-108 STS-121 STS-124 STS-134                                                                                      |
|          | Kelly Scott                  | Ritirato 2016                                            | 1996              | Pilota collaudatore Ingegnere elettronico              | 520g 10h 30m          | STS-103 STS-118 Sojuz TMA-01M (Exp 25/26) Sojuz TMA-16M/Sojuz TMA-18M (Exp 43/44/45/46)                              |
|          | Kerwin Joseph                | Ritirato 1987                                            | 1965              | Medico Aviatore                                        | 28g 00h 50m           | Skylab 2 |
|          | Kim Jonathan                 | In attività                                              | 2017              | Navy SEAL, medico e aviatore della USN                 | 115g (Agg. 1/08/2025) | Sojuz MS-27 (Exp 73)                                                                                                 |
|          | Kimbrough Shane              | Ritirato 2022                                            | 2004              | Aviatore Ingegnere aerospaziale                        | 388g 17h 28min        | STS-126 Sojuz MS-02 (Exp 50/49) SpaceX Crew-2 (Exp 65/66)                                                            |
|          | Kitchen Jim                  | Ritirato 2022                                            | 2022              | Turista spaziale                                       | 10 minuti             | Blue Origin NS-20 |
|          | Kitchen Karsen               | Ritirato                                                 | 2024              | Turista spaziale                                       | 10m                   | Blue Origin NS-26 |
|          | Koch Christina               | In attività                                              | 2013              | Ingegnere elettrico                                    | 328d 13h 58m          | Sojuz MS-12/Sojuz MS-13 (Exp 59/60/61)                                                                               |
|          | Kopra Timothy                | Ritirato 2018                                            | 2000              | Pilota collaudatore Informatico Ingegnere aerospaziale | 244g 01h 01m          | STS-127/STS-128 (Exp 20) Sojuz TMA-19M (Exp 46/47)                                                                   |
|          | Kregel Kevin                 | Ritirato 2002                                            | 1992              | Pilota collaudatore Ingegnere aerospaziale             | 52g 18h 19m           | STS-70 STS-78 STS-87 STS-99                                                                                          |
|          | Lai Gary                     | Ritirato 2022                                            | 2022              | Turista spaziale                                       | 10 minuti             | Blue Origin NS-20 |
|          | Lawrence Wendy               | Ritirata 2006                                            | 1992              | Aviatore Ingegnere oceanico                            | 51g 03h 54m           | STS-67 STS-86 STS-91 STS-114                                                                                         |
|          | Lee Mark                     | Ritirato 2001                                            | 1984              | Aviatore Ingegnere meccanico                           | 32g 21h 52m           | STS-30 STS-47 STS-64 STS-82                                                                                          |
|          | Leestma David                | Ritirato 1992                                            | 1980              | Aviatore Ingegnere aerospaziale                        | 22g 04h 32m           | STS-41-G STS-28 STS-45                                                                                               |
|          | Lenoir William               | Deceduto 1984                                            | 1967              | Ingegnere elettrico                                    | 5g 02h 14m            | STS-5 |
|          | Leslie Fred                  | Ritirato 1995                                            | 1994              | Ingegnere Meteorologo                                  | 15g 21h 52m           | STS-73 |
|          | Lichtenberg Byron            | Ritirato 1992                                            | 1978              | Aviatore Ingegnere biomedico                           | 19g 05h 56m           | STS-9 STS-45 |
|          | Lind Don                     | Ritirato 1986                                            | 1966              | Fisico                                                 | 7g 00h 08m            | STS-51-B |
|          | Lindgren Kjell               | In attività                                              | 2009              | Medico                                                 | 312g 05h 11min        | Sojuz TMA-17M (Exp 44/45) SpaceX Crew-4 (Exp 67/68)                                                                  |
|          | Lindsey Steven               | Ritirato 2011                                            | 1994              | Pilota collaudatore Ingegnere aerospaziale             | 62g 22h 33m           | STS-87 STS-95 STS-104 STS-121 STS-133                                                                                |
|          | Linenger Jerry               | Ritirato 1998                                            | 1992              | Medico                                                 | 143g 02h 49m          | STS-64 STS-84/STS-81 (Mir 22/23)                                                                                     |
|          | Linnehan Richard             | Ritirato 2010                                            | 1992              | Veterinario                                            | 59g 11h 58m           | STS-78 STS-90 STS-109 STS-123                                                                                        |
|          | Linteris Gregory             | Ritirato 1997                                            | 1996              | Ingegnere meccanico                                    | 19g 15h 56m           | STS-82 STS-94 |
|          | Lockhart Paul                | Ritirato 2005                                            | 1996              | Pilota collaudatore Ingegnere aerospaziale             | 27g 15h 22m           | STS-111 STS-113 |
|          | López-Alegría Michael        | Ritirato dalla NASA nel 2012 In attività per Axiom Space | 1992              | Ingegnere collaudatore Ingegnere dei sistemi           | 296g 16h 12m          | STS-73 STS-92 STS-113 Sojuz TMA-9 (Exp 14) Axiom Mission 1 Axiom Mission 3                                           |
|          | Lounge John                  | Deceduto 1991                                            | 1980              | Astrogeofisico                                         | 20g 02h 23m           | STS-51-I STS-26 STS-35                                                                                               |
|          | Lousma Jack                  | Ritirato 1983                                            | 1966              | Aviatore Ingegnere aerospaziale                        | 67g 11h 13m           | Skylab 3 STS-3 |
|          | Love Stanley                 | Ritirato 2011                                            | 1998              | Astronomo                                              | 12g 18h 21m           | STS-122 |
|          | Lovell Jim                   | Ritirato 1973                                            | 1962              | Pilota collaudatore                                    | 29g 19h 03m           | Gemini 7 Gemini 12 Apollo 8 Apollo 13                                                                                |
|          | Low George                   | Deceduto 1996                                            | 1984              | Ingegnere meccanico                                    | 29g 18h 05m           | STS-32 STS-43 STS-57                                                                                                 |
|          | Lu Edward                    | Ritirato 2007                                            | 1994              | Fisico Ingegnere elettrico                             | 205g 23h 16m          | STS-84 STS-106 Sojuz TMA-2 (Exp 7)                                                                                   |
|          | Lucid Shannon                | Ritirata 2012                                            | 1978              | Biochimico                                             | 223g 02h 50m          | STS-51-G STS-34 STS-43 STS-58 STS-76/STS-79 (Mir 21/22)                                                              |
|          | Magnus Sandra                | Ritirata 2012                                            | 1996              | Fisico Ingegnere elettrico                             | 157g 08h 43m          | STS-112 STS-126/STS-119 (Exp 18) STS-135                                                                             |
|          | Mann Nicole                  | In attività                                              | 2013              | Pilota collaudatore                                    | 157g 10h 01min        | SpaceX Crew-5 (Exp 68)                                                                                               |
|          | Marshburn Thomas             | Ritirato 2022                                            | 2004              | Medico Ingegnere                                       | 337g 09h 42min        | STS-127 Sojuz TMA-07M (Exp 34/35) SpaceX Crew-3 (Exp 66/67)                                                          |
|          | Massimino Michael            | Ritirato 2012                                            | 1996              | Ingegnere meccanico                                    | 23g 19h 47m           | STS-109 STS-125 |
|          | Mastracchio Richard          | Ritirato 2015                                            | 1996              | Ingegnere elettrico                                    | 227g 13h 36m          | STS-106 STS-118 STS-131 Sojuz TMA-11M (Exp 38/39)                                                                    |
|          | Mattingly Ken                | Ritirato 1985                                            | 1966              | Pilota collaudatore Ingegnere aerospaziale             | 21g 04h 34m           | Apollo 16 STS-4 STS-51-C                                                                                             |
|          | McArthur Megan               | In attività                                              | 2000              | Ingegnere aerospaziale Oceanografo                     | 212g 15h 21min        | STS-125 SpaceX Crew-2 (Exp 65/66)                                                                                    |
|          | McArthur William             | Ritirato 2012                                            | 1990              | Pilota collaudatore Ingegnere aerospaziale             | 224g 22h 16m          | STS-58 STS-74 STS-92 Sojuz TMA-7 (Exp 12)                                                                            |
|          | McBride Jon                  | Ritirato 1989                                            | 1978              | Pilota collaudatore Ingegnere aerospaziale             | 8g 05h 23m            | STS-41-G |
|          | McCandless Bruce             | Deceduto 1990                                            | 1966              | Aviatore Ingegnere elettrico                           | 13g 00h 31m           | STS-41-B STS-31 |
|          | McClain Anne                 | In attività                                              | 2013              | Pilota collaudatore                                    | 351g 07h 55min        | Sojuz MS-11 (Exp 57/58/59) SpaceX Crew-10 (Exp 73)                                                                   |
|          | McCool William               | Deceduto 2003 Incidente Shuttle Columbia                 | 1996              | Pilota collaudatore Informatico Ingegnere aerospaziale | 15g 22h 20m           | STS-107 |
|          | McCulley Michael             | Ritirato 1990                                            | 1984              | Pilota collaudatore Ingegnere metallurgico             | 4g 23h 39m            | STS-34 |
|          | McDivitt James               | Ritirato 1972                                            | 1962              | Pilota collaudatore Ingegnere aerospaziale             | 14g 02h 56m           | Gemini 4 Apollo 9 |
|          | McMonagle Donald             | Ritirato 1997                                            | 1987              | Pilota collaudatore Ingegnere aerospaziale             | 25g 05h 34m           | STS-39 STS-54 STS-66                                                                                                 |
|          | McNair Ronald                | Deceduto 1986 Incidente Shuttle Challenger               | 1978              | Fisico                                                 | 7g 23h 15m            | STS-41-B STS-51-L |
|          | Meade Carl                   | Ritirato 1996                                            | 1985              | Pilota collaudatore Ingegnere elettronico              | 29g 16h 14m           | STS-38 STS-50 STS-64                                                                                                 |
|          | Meir Jessica                 | In attività                                              | 2013              | Biologa                                                | 204g 15h 19min        | Sojuz MS-15 (Exp 61/62)                                                                                              |
|          | Melnick Bruce                | Ritirato 1992                                            | 1987              | Ingegnere                                              | 12g 23h 27m           | STS-41 STS-49 |
|          | Melroy Pamela                | Ritirato 2009                                            | 1994              | Pilota collaudatore Astronomo                          | 38g 20h 03m           | STS-92 STS-112 STS-120                                                                                               |
|          | Melvill Michael              | Ritirato 2007                                            |                   | Pilota collaudatore                                    |                       | SpaceShipOne 15P SpaceShipOne 16P                                                                                    |
|          | Melvin Leland                | Ritirato 2010                                            | 1998              | Chimico                                                | 23g 13h 37m           | STS-122 STS-129 |
|          | Menon Anna                   | In attività                                              | 2022              | Turista spaziale Ingegnere                             | 4g 22h 13min          | Polaris Dawn |
|          | Metcalf-Lindenburger Dorothy | Ritirata 2013                                            | 2004              | Geologo Docente                                        | 15g 02h 47m           | STS-131 |
|          | Mitchell Edgar               | Deceduto 1972                                            | 1966              | Pilota collaudatore Ingegnere aerospaziale             | 9g 00h 01m            | Apollo 14 |
|          | Moghbeli Jasmin              | In attività                                              | 2017              | Pilota collaudatore                                    | 199g 02h 19m          | SpaceX Crew-7 (Exp 69/70)                                                                                            |
|          | Morgan Barbara               | Ritirata 2008                                            | 1985              | Biologa Docente                                        | 12g 17h 55m           | STS-118 |
|          | Morgan Andrew                | In attività                                              | 2013              | Medico                                                 | 271g 12h 48min        | Sojuz MS-13/Sojuz MS-15 (Exp 60/61/62)                                                                               |
|          | Morin Lee                    | Ritirato 2002                                            | 1996              | Biochimico Medico                                      | 10g 19h 42m           | STS-110 |
|          | Mullane Michael              | Ritirato 1990                                            | 1978              | Ingegnere collaudatore Weapon systems officer          | 14g 20h 20m           | STS-41-D STS-27 STS-36                                                                                               |
|          | Musgrave Story               | Ritirato 1997                                            | 1967              | Medico Chimico                                         | 53g 09h 55m           | STS-6 STS-51-F STS-33 STS-44 STS-61 STS-80                                                                           |
|          | Nagel Steven                 | Deceduto 1995                                            | 1978              | Pilota collaudatore Ingegnere aerospaziale             | 30g 01h 34m           | STS-51-G STS-61-A STS-37 STS-55                                                                                      |
|          | Nelson George                | Ritirato 1989                                            | 1978              | Astronomo                                              | 17g 02h 43m           | STS-41-C STS-61-C STS-26                                                                                             |
|          | Nelson Bill                  | Ritirato 1986                                            | 1984              | Politico Avvocato                                      | 6g 02h 03m            | STS-61-C |
|          | Newman James                 | Ritirato 2008                                            | 1990              | Fisico                                                 | 43g 10h 07m           | STS-51 STS-69 STS-88 STS-109                                                                                         |
|          | Nield George                 | Ritirato 2022                                            | 2022              | Turista spaziale                                       | 10 minuti             | Blue Origin NS-20 |
|          | Noriega Carlos               | Ritirato 2005                                            | 1994              | Aviatore                                               | 20g 01h 17m           | STS-84 STS-97 |
|          | Nowak Lisa                   | Licenziata 2007                                          | 1996              | Pilota collaudatore Ingegnere aerospaziale             | 12g 78h 36m           | STS-121 |
|          | Nyberg Karen                 | Ritirata 2018                                            | 2000              | Ingegnere meccanico                                    | 180g 00h 30m          | STS-124 Sojuz TMA-09M (Exp 36/37)                                                                                    |
|          | O'Brian Vanessa              | Ritirato 2022                                            | 2022              | Turista spaziale                                       | 10 minuti             | Blue Origin NS-22 |
|          | O'Connor Bryan               | Ritirato 1991                                            | 1980              | Pilota collaudatore Ingegnere                          | 15g 23h 18m           | STS-61-B STS-40 |
|          | O'Hara Loral                 | In attività                                              | 2017              | Ingegnere aerospaziale                                 | 203g 15h 32m          | Sojuz MS-24 (Exp 69/70)                                                                                              |
|          | Ochoa Ellen                  | Ritirata 2003                                            | 1990              | Ingegnere elettrico                                    | 40g 19h 37m           | STS-56 STS-66 STS-96 STS-110                                                                                         |
|          | Oefelein William             | Licenziato 2007                                          | 1998              | Pilota collaudatore Ingegnere elettrico                | 12g 20h 44m           | STS-116 |
|          | Olivas John                  | Ritirato 2010                                            | 1998              | Ingegnere meccanico                                    | 27g 17h 04m           | STS-100 STS-117 |
|          | Olsen Gregory                | Ritirato 2005                                            | 2005              | Imprenditore Ingegnere elettrico                       | 9g 21h 15m            | Sojuz TMA-7/Sojuz TMA-6                                                                                              |
|          | Onizuka Ellison              | Deceduto 1986 Incidente Shuttle Challenger               | 1978              | Ingegnere aerospaziale                                 | 3g 01h 33m            | STS-51-C STS-51-L |
|          | Oswald Stephen               | Ritirato 2000                                            | 1985              | Pilota collaudatore Ingegnere aerospaziale             | 33g 22h 30m           | STS-42 STS-56 STS-67                                                                                                 |
|          | Overmyer Robert              | Deceduto 1986                                            | 1966              | Fisico                                                 | 12g 02h 22m           | STS-5 STS-51-B |
|          | Pailes William               | Ritirato 1987                                            | 1982              | Informatico                                            | 4g 01h 44m            | STS-51-J |
|          | Parazynski Scott             | Ritirato 2009                                            | 1992              | Medico                                                 | 57g 15h 31m           | STS-66 STS-86 STS-95 STS-100 STS-120                                                                                 |
|          | Parise Ronald                | Deceduto 1995                                            | 1984              | Astronomo                                              | 25g 14h 13m           | STS-67 STS-35 |
|          | Parker Robert                | Ritirato 1993                                            | 1967              | Astronomo                                              | 19g 06h 52m           | STS-9 STS-35 |
|          | Patrick Nicholas             | Ritirato 2012                                            | 1998              | Ingegnere meccanico                                    | 26g 14h 50m           | STS-116 STS-130 |
|          | Pawelczyk James              | Ritirato 1998                                            | 1996              | Biologo                                                | 15g 21h 50m           | STS-90 |
|          | Payton Gary                  | Ritirato 1985                                            | 1979              | Aviatore Ingegnere astronautico                        | 3g 01h 33m            | STS-51-C |
|          | Peterson Donald              | Deceduto 1984                                            | 1967              | Pilota collaudatore Ingegnere nucleare                 | 5g 00h 23m            | STS-6 |
|          | Pettit Donald                | In attività                                              | 1996              | Ingegnere chimico                                      | 590g 01h 38min        | STS-113/Sojuz TMA-1 (Exp 6) STS-126 Sojuz TMA-03M (Exp 30/31) Sojuz MS-26 (Exp 72)                                   |
|          | Phillips John                | Ritirato 2011                                            | 1996              | Geofisico                                              | 203g 17h 22m          | STS-100 Sojuz TMA-6/STS-119 (Exp 11)                                                                                 |
|          | Pogue Bill                   | Deceduto 1975                                            | 1966              | Pilota collaudatore Matematico                         | 84g 01h 15m           | Skylab 4 |
|          | Poindexter Alan              | Deceduto 2010                                            | 1998              | Pilota collaudatore Ingegnere aerospaziale             | 27g 21h 08m           | STS-122 STS-131 |
|          | Polansky Mark                | Ritirato 2012                                            | 1996              | Pilota collaudatore Ingegnere aerospaziale             | 41g 10h 49m           | STS-116 STS-127 STS-98                                                                                               |
|          | Poteet Scott                 | In attività                                              | 2022              | Turista spaziale Aviatore                              | 4g 22h 13min          | Polaris Dawn |
|          | Powers Audrey                | Ritirato 2021                                            | 2021              | Turista spaziale                                       | 10 minuti             | Blue Origin NS-18 |
|          | Precourt Charles             | Ritirato 2005                                            | 1990              | Pilota collaudatore Ingegnere aerospaziale             | 38g 20h 16m           | STS-55 STS-71 STS-84 STS-91                                                                                          |
|          | Proctor Sian                 | Ritirata 2021                                            | 2021              | Turista spaziale                                       | 2g 23h 03m            | Inspiration4 |
|          | Rabin Ephraim                | Ritirato                                                 | 2024              | Turista spaziale                                       | 10m                   | Blue Origin NS-26 |
|          | Readdy William               | Ritirato 2005                                            | 1987              | Pilota collaudatore Ingegnere aerospaziale             | 28g 00h 43m           | STS-42 STS-51 STS-79                                                                                                 |
|          | Reightler Kenneth            | Ritirato 1995                                            | 1987              | Pilota collaudatore Ingegnere aerospaziale             | 13g 15h 36m           | STS-60 STS-48 |
|          | Reilly James                 | Ritirato 2008                                            | 1994              | Geologo                                                | 35g 10h 33m           | STS-89 STS-104 STS-117                                                                                               |
|          | Reisman Garrett              | Ritirato 2011                                            | 1998              | Ingegnere meccanico                                    | 107g 03h 15m          | STS-123/STS-124 (Exp 16/17) STS-132                                                                                  |
|          | Resnik Judith                | Deceduta 1986 Incidente Shuttle Challenger               | 1978              | Ingegnere elettrico                                    | 6g 00h 56m            | STS-41-D STS-51-L |
|          | Richards Paul                | Ritirato 2002                                            | 1996              | Ingegnere meccanico                                    | 12g 19h 49m           | STS-102 |
|          | Richards Richard             | Ritirato 1995                                            | 1980              | Pilota collaudatore Ingegnere chimico                  | 33g 21h 29m           | STS-28 STS-41 STS-50 STS-64                                                                                          |
|          | Ride Sally                   | Deceduta 1987                                            | 1978              | Fisico                                                 | 14g 7h 47m            | STS-7 STS-41-G |
|          | Robinson Jaison              | Ritirato 2022                                            | 2022              | Turista spaziale                                       | 10 minuti             | Blue Origin NS-21 |
|          | Robinson Stephen             | Ritirato 2012                                            | 1994              | Ingegnere meccanico                                    | 48g 09h 48m           | STS-85 STS-95 STS-114 STS-130                                                                                        |
|          | Rominger Kent                | Ritirato 2006                                            | 1992              | Pilota collaudatore Ingegnere civile                   | 67g 02h 54m           | STS-73 STS-80 STS-85 STS-96 STS-100                                                                                  |
|          | Roosa Stuart                 | Deceduto 1976                                            | 1966              | Pilota collaudatore Ingegnere aerospaziale             | 9g 00h 01m            | Apollo 14 |
|          | Ross Jerry                   | Ritirato 2012                                            | 1980              | Ingegnere meccanico Ingegnere collaudatore             | 58g 00h 51m           | STS-61-B STS-27 STS-37 STS-55 STS-74 STS-88 STS-110                                                                  |
|          | Rubins Kathleen              | In attività                                              | 2009              | Biologa                                                | 300g 01h 31m          | Sojuz MS-01 (Exp 48/49) Sojuz MS-17 (Exp 64)                                                                         |
|          | Rubio Francisco              | In attività                                              | 2017              | Aviatore Medico                                        | 370g 21h 22m          | Sojuz MS-22/Sojuz MS-23 (Exp 68/69)                                                                                  |
|          | Runco Mario                  | Ritirato 2002                                            | 1987              | Meteorologo                                            | 22g 23h 07m           | STS-77 STS-54 STS-44                                                                                                 |
|          | Sacco Albert                 | Ritirato 1995                                            | 1990              | Ingegnere chimico                                      | 15g 21h 52m           | STS-73 |
|          | Satcher Robert               | Ritirato 2011                                            | 2004              | Ingegnere chimico Medico                               | 10g 19h 16m           | STS-129 |
|          | Schaller Carol               | Ritirato 2024                                            | 2024              | Turista spaziale                                       | 10m                   | Blue Origin NS-25 |
|          | Schirra Walter               | Deceduto 1969                                            | 1959              | Pilota collaudatore Ingegnere aerospaziale             | 12g 07h 13m           | Mercury 8 Gemini 6 Apollo 7                                                                                          |
|          | Schmitt Harrison             | Ritirato 1975                                            | 1965              | Geologo                                                | 12g 13h 52m           | Apollo 17 |
|          | Schweickart Russell          | Ritirato 1979                                            | 1963              | Aviatore Ingegnere aerospaziale                        | 10g 01h 00m           | Apollo 9 |
|          | Scobee Dick                  | Deceduto 1986 Incidente Shuttle Challenger               | 1978              | Ingegnere aerospaziale                                 | 6g 23h 40m            | STS-41-C STS-51-L |
|          | Scott David                  | Ritirato 1977                                            | 1963              | Pilota collaudatore                                    | 22g 18h 53m           | Gemini 8 Apollo 9 Apollo 15                                                                                          |
|          | Scott Winston                | Ritirato 1999                                            | 1992              | Aviatore Ingegnere aerospaziale                        | 24g 14h 34m           | STS-72 STS-87 |
|          | Scully-Power Paul            | Ritirato 1984                                            | 1944              | Oceanografo                                            | 8g 05h 23m            | STS-41-G |
|          | Searfoss Richard             | Deceduto 1998                                            | 1990              | Pilota collaudatore Ingegnere aerospaziale             | 39g 03h 18m           | STS-58 STS-76 STS-90                                                                                                 |
|          | Seddon Margaret              | Ritirata 1998                                            | 1978              | Medico                                                 | 30g 02h 21m           | STS-51-D STS-40 STS-58                                                                                               |
|          | Sega Ronald                  | Ritirato 1996                                            | 1990              | Fisico Ingegnere elettrico                             | 17g 12h 25m           | STS-60 STS-76 |
|          | Sellers Piers                | Deceduto 2011                                            | 1996              | Biometeorologo                                         | 35g 09h 02m           | STS-112 STS-121 STS-132                                                                                              |
|          | Sembroski Christopher        | Ritirato 2021                                            | 2021              | Ingegnere Turista spaziale                             | 2g 23h 03m            | Inspiration4 |
|          | Shaw Brewster                | Ritirato 1989                                            | 1978              | Pilota collaudatore Ingegnere meccanico                | 22g 05h 51m           | STS-9 STS-61-B STS-28                                                                                                |
|          | Shepard Alan                 | Deceduto 1974                                            | 1959              | Pilota collaudatore                                    | 9g 00h 01m            | Mercury 3 Apollo 14                                                                                                  |
|          | Shepard Churchley Laura      | Ritirato 2021                                            | 2021              | Turista spaziale                                       | 10 minuti             | Blue Origin NS-19 |
|          | Shepherd William             | Ritirato 2002                                            | 1984              | Ingegnere aerospaziale Navy SEAL                       | 159g 07h 49m          | STS-27 STS-41 STS-52 Sojuz TM-31/STS-102 (Exp 1)                                                                     |
|          | Shoffner John                | Ritirato 2023                                            | 2021              | Turista spaziale Imprenditore                          | 9g 05h 26m            | Axiom Mission 2 |
|          | Shriver Loren                | Ritirato 1993                                            | 1978              | Pilota collaudatore Ingegnere aerospaziale             | 16g 02h 04m           | STS-51-C STS-31 STS-46                                                                                               |
|          | Simonyi Charles              | Ritirato 2009                                            | 2006              | Informatico Ingegnere                                  | 26g 14h 25m           | Sojuz TMA-10/Sojuz TMA-9 Sojuz TMA-13/Sojuz TMA-14                                                                   |
|          | Slayton Donald               | Deceduto 1982                                            | 1959              | Aviatore Ingegnere aerospaziale                        | 9g 01h 28m            | ASTP |
|          | Smith Steven                 | Ritirato 2005                                            | 1992              | Ingegnere elettrico                                    | 40g 00h 15m           | STS-68 STS-82 STS-103 STS-110                                                                                        |
|          | Spring Sherwood              | Ritirato 1988                                            | 1980              | Pilota collaudatore Ingegnere aerospaziale             | 6g 21h 04m            | STS-61-B |
|          | Springer Robert              | Ritirato 1990                                            | 1980              | Pilota collaudatore                                    | 9g 21h 32m            | STS-29 STS-38 |
|          | Stafford Thomas              | Ritirato 1975                                            | 1962              | Pilota collaudatore                                    | 21g 03h 42m           | Gemini 6 Gemini 9 Apollo 10 ASTP                                                                                     |
|          | Stefanyshyn-Piper Heidemarie | Ritirata 2009                                            | 1996              | Ingegnere meccanico                                    | 27g 15h 35m           | STS-115 STS-126 |
|          | Stewart Robert               | Ritirato 1986                                            | 1978              | Pilota collaudatore Ingegnere aerospaziale             | 12g 00h 49m           | STS-41-B STS-51-J |
|          | Still-Kilrain Susan          | Ritirata 2002                                            | 1994              | Pilota collaudatore Ingegnere aerospaziale             | 19g 15h 56m           | STS-83 STS-94 |
|          | Stott Nicole                 | Ritirata 2015                                            | 2000              | Ingegnere aerospaziale                                 | 103g 05h 48m          | STS-128/STS-129 (Exp 20/21) STS-133                                                                                  |
|          | Strahan Michael              | Ritirato 2021                                            | 2021              | Turista spaziale                                       | 10 minuti             | Blue Origin NS-19 |
|          | Sturckow Frederick           | Ritirato 2013                                            | 1994              | Pilota collaudatore Ingegnere meccanico                | 51g 09h 34m           | STS-88 STS-105 STS-117 STS-128                                                                                       |
|          | Sullivan Kathryn             | Ritirata 1993                                            | 1978              | Geologo                                                | 22g 04h 49m           | STS-41-G STS-31 STS-45                                                                                               |
|          | Swanson Steven               | Ritirato 2015                                            | 1998              | Informatico                                            | 195g 20h 45m          | STS-117 STS-119 Sojuz TMA-12M (Exp 39/40)                                                                            |
|          | Swigert Jack                 | Deceduto 1973                                            | 1966              | Pilota collaudatore Ingegnere aerospaziale             | 5g 22h 54m            | Apollo 13 |
|          | Tani Daniel                  | Ritirato 2012                                            | 1996              | Ingegnere meccanico                                    | 131g 18h 04m          | STS-108 STS-120/STS-122 (Exp 16)                                                                                     |
|          | Tanner Joseph                | Ritirato 2008                                            | 1992              | Aviatore Ingegnere meccanico                           | 43g 13h 14m           | STS-66 STS-82 STS-97 STS-115                                                                                         |
|          | Taylor Dylan                 | Ritirato 2021                                            | 2021              | Turista spaziale                                       | 10 minuti             | Blue Origin NS-19 |
|          | Thagard Norman               | Ritirato 1996                                            | 1978              | Medico Ingegnere                                       | 140g 13h 25m          | STS-7 STS-51-B STS-30 STS-42 Sojuz TM-21/STS-71 (Mir 18)                                                             |
|          | Thomas Andrew                | Ritirato 2010                                            | 1992              | Ingegnere meccanico                                    | 177g 09h 12m          | STS-77 STS-89/STS-91 (Mir 24/25) STS-102 STS-114                                                                     |
|          | Thomas Donald                | Ritirato 2007                                            | 1990              | Ingegnere                                              | 43g 08h 11m           | STS-65 STS-70 STS-83 STS-94                                                                                          |
|          | Thornton Kathryn             | Ritirata 1996                                            | 1984              | Fisico                                                 | 40g 15h 13m           | STS-33 STS-49 STS-61 STS-73                                                                                          |
|          | Thornton William             | Ritirato 1994                                            | 1967              | Medico                                                 | 13g 01h 16m           | STS-8 STS-51-B |
|          | Thuot Pierre                 | Ritirato 1995                                            | 1985              | Fisico Ingegnere collaudatore                          | 27g 06h 51m           | STS-36 STS-49 STS-62                                                                                                 |
|          | Tingle Scott                 | In attività                                              | 2009              | Pilota collaudatore Ingegnere dei sistemi              | 168g 05h 18m          | Sojuz MS-07 (Exp 54/55)                                                                                              |
|          | Tito Dennis                  | Ritirato 2001                                            | 2000              | Imprenditore Ingegnere                                 | 7g 22h 04m            | Sojuz TM-32/Sojuz TM-31                                                                                              |
|          | Truly Richard                | Ritirato 1983                                            | 1965              | Pilota collaudatore Ingegnere aerospaziale             | 8g 07h 21m            | STS-2 STS-8 |
|          | Trinh Eugene                 | Ritirato 1992                                            | 1983              | Ingegnere meccanico                                    | 13g 19h 30m           | STS-50 |
|          | van Hoften James             | Ritirato 1986                                            | 1978              | Aviatore Ingegnere idraulico                           | 14g 01h 57m           | STS-41-C STS-51-I |
|          | van den Berg Lodewijk        | Ritirato 1985                                            | 1983              | Ingegnere chimico                                      | 7g 00h 08m            | STS-51-B |
|          | Vande Hei Mark               | In attività                                              | 2009              | Fisico                                                 | 523g 08h 59min        | Sojuz MS-06 (Exp 53/54) Sojuz MS-18/Sojuz MS-19 (Exp 65/66)                                                          |
|          | Veach Charles                | Deceduto 1995                                            | 1984              | Aviatore Ingegnere                                     | 18g 04h 18m           | STS-39 STS-52 |
|          | Vescovo Victor               | Ritirato 2022                                            | 2022              | Turista spaziale                                       | 10 minuti             | Blue Origin NS-21 |
|          | Virts Terry                  | Ritirato 2016                                            | 2000              | Pilota collaudatore                                    | 213g 10h 48m          | STS-130 Sojuz TMA-15M (Exp 42/43)                                                                                    |
|          | Voss James                   | Ritirato 2003                                            | 1987              | Ingegnere aerospaziale Ingegnere collaudatore          | 202g 05h 26m          | STS-44 STS-53 STS-69 STS-101 STS-102/STS-105 (Exp 2)                                                                 |
|          | Voss Janice                  | Deceduta 2012                                            | 1990              | Ingegnere elettrico                                    | 49g 03h 46m           | STS-57 STS-63 STS-83 STS-94 STS-99                                                                                   |
|          | Walker Charles               | Ritirato 1985                                            | 1983              | Ingegnere aerospaziale                                 | 19g 21h 56m           | STS-41-D STS-51-D STS-61-B                                                                                           |
|          | Walheim Rex                  | Ritirato 2018                                            | 1996              | Pilota collaudatore Ingegnere meccanico                | 36g 08h 31m           | STS-110 STS-122 STS-135                                                                                              |
|          | Walker David                 | Deceduto 1996                                            | 1978              | Pilota collaudatore                                    | 30g 04h 27m           | STS-51-A STS-30 STS-53 STS-69                                                                                        |
|          | Walker Joseph                | Deceduto 1963                                            | 1960              | Pilota collaudatore                                    |                       | X-15 90 X-15 91 |
|          | Walker Shannon               | In attività                                              | 2004              | Astrofisico                                            | 330g 13h 40m          | Sojuz TMA-19 (Exp 24/25) SpaceX Crew-1 (Exp 64/65)                                                                   |
|          | Walz Carl                    | Ritirato 2008                                            | 1990              | Ingegnere collaudatore Fisico                          | 230g 13h 02m          | STS-51 STS-65 STS-79 STS-108/STS-111 (Exp 4)                                                                         |
|          | Wang Taylor                  | Ritirato 1985                                            | 1983              | Fisico                                                 | 7g 00h 08m            | STS-51-B |
|          | Watkins Jessica              | In attività                                              | 2017              | Geologa                                                | 170g 13h 02m          | SpaceX Crew-4 (Exp 67/68)                                                                                            |
|          | Weber Mary                   | Ritirata 2002                                            | 1992              | Ingegnere chimico                                      | 18g 18g 29m           | STS-70 STS-101 |
|          | Weitz Paul                   | Deceduto 1988                                            | 1966              | Ingegnere aerospaziale                                 | 33g 01h 13m           | Skylab 2 STS-6 |
|          | Wetherbee James              | Ritirato 2005                                            | 1984              | Pilota collaudatore Ingegnere aerospaziale             | 66g 10h 20m           | STS-32 STS-52 STS-63 STS-86 STS-102 STS-113                                                                          |
|          | White Edward                 | Deceduto 1967 Incidente Apollo 1                         | 1962              | Pilota collaudatore Ingegnere aerospaziale             | 4g 01h 56m            | Gemini 4 |
|          | Wheelock Douglas             | In attività                                              | 1998              | Ingegneria aerospaziale                                | 178g 09h 34m          | STS-120 Sojuz TMA-19 (Exp 24/25)                                                                                     |
|          | Whitson Peggy                | Ritirata dalla NASA nel 2018 In attività per Axiom Space | 1996              | Biochimica                                             | 695g 06h 48min        | STS-111/STS-113 (Exp 5) Sojuz TMA-11 (Exp 16) Sojuz MS-03/Sojuz MS-04 (Exp 50/51/52) Axiom Mission 2 Axiom Mission 4 |
|          | Wilcutt Terrence             | Ritirato 2005                                            | 1990              | Pilota collaudatore                                    | 42g 00h 01m           | STS-68 STS-79 STS-89 STS-106                                                                                         |
|          | Williams Donald              | Deceduto 1990                                            | 1978              | Pilota collaudatore Ingegnere meccanico                | 11g 23h 34m           | STS-51-D STS-34 |
|          | Williams Jeffrey             | In attività                                              | 1996              | Pilota collaudatore Ingegnere aerospaziale             | 534g 02h 48m          | STS-101 Sojuz TMA-8 (Exp 13) Sojuz TMA-16 (Exp 21/22) Sojuz TMA-20M (Exp 47/48)                                      |
|          | Williams Sunita              | In attività                                              | 1998              | Pilota collaudatore Fisico                             | 608g 00h 19m          | STS-116/STS-117 (Exp 14/15) Sojuz TMA-05M (Exp 32/33) Boe-CFT/SpaceX Crew-9 (Exp 71/72)                              |
|          | Wilmore Barry                | In attività                                              | 2000              | Pilota collaudatore Ingegnere elettrico                | 464g 08h 02m          | STS-129 Sojuz TMA-14M (Exp 41/42) Boe-CFT/SpaceX Crew-9 (Exp 71/72)                                                  |
|          | Wilson Stephanie             | In attività                                              | 1996              | Ingegnere aerospaziale                                 | 42g 23h 46m           | STS-121 STS-120 STS-131                                                                                              |
|          | Wiseman Reid                 | In attività                                              | 2009              | Pilota collaudatore Ingegnere dei sistemi              | 165g 08h 01m          | Sojuz TMA-13M (Exp 40/41)                                                                                            |
|          | Wisoff Peter                 | Ritirato 2001                                            | 1990              | Fisico                                                 | 44g 08h 07m           | STS-57 STS-68 STS-81 STS-92                                                                                          |
|          | Wolf David                   | Ritirato                                                 | 1990              | Medico Ingegnere elettrico                             | 168g 08h 55m          | STS-58 STS-86/STS-89 (Mir 24) STS-112 STS-127                                                                        |
|          | Worden Alfred                | Ritirato 1975                                            | 1966              | Pilota collaudatore Ingegnere aerospaziale             | 12g 07h 12m           | Apollo 15 |
|          | Young Steve                  | Ritirato 2022                                            | 2022              | Imprenditore Turista spaziale                          | 10 minuti             | Blue Origin NS-22 |
|          | Young John                   | Deceduto 2004                                            | 1962              | Pilota collaudatore Ingegnere aerospaziale             | 34g 19h 39m           | Gemini 3 Gemini 10 Apollo 10 Apollo 16 STS-1 STS-9                                                                   |
|          | Zamka George                 | Ritirato 2011                                            | 1998              | Pilota collaudatore                                    | 28g 20h 29m           | STS-120 STS-130 |

## Sudafrica
| Ritratto | Nome              | Status Data ritiro | Anno di selezione | Altra occupazione        | Tempo nello spazio | Missioni                |
| -------- | ----------------- | ------------------ | ----------------- | ------------------------ | ------------------ | ----------------------- |
|          | Shuttleworth Mark | Ritirato 2002      | 2001              | Imprenditore Informatico | 9g 21h 25m         | Sojuz TM-34/Sojuz TM-33 |

## Svezia
| Ritratto | Nome               | Status Data ritiro | Anno di selezione          | Altra occupazione | Tempo nello spazio | Missioni        |
| -------- | ------------------ | ------------------ | -------------------------- | ----------------- | ------------------ | --------------- |
|          | Fuglesang Christer | In attività        | 1992                       | Fisico            | 26g 17h 37m        | STS-116 STS-128 |
|          | Wandt Marcus       | In attività        | 2022 (Riserva ESA 4)/ 2023 | Pilota            | 21g 15h 40m        | Axiom Mission 3 |

## Svizzera
| Ritratto | Nome             | Status Data ritiro | Anno di selezione | Altra occupazione   | Tempo nello spazio | Missioni                     |
| -------- | ---------------- | ------------------ | ----------------- | ------------------- | ------------------ | ---------------------------- |
|          | Nicollier Claude | Ritirato 2007      | 1978              | Pilota collaudatore | 42g 12h 03m        | STS-46 STS-61 STS-75 STS-103 |

## Turchia
| Ritratto | Nome            | Status Data ritiro | Anno di selezione | Altra occupazione | Tempo nello spazio | Missioni        |
| -------- | --------------- | ------------------ | ----------------- | ----------------- | ------------------ | --------------- |
|          | Gezeravcı Alper | In attività        | 2023              | Pilota            | 21g 15h 40m        | Axiom Mission 3 |

## Ucraina
| Ritratto | Nome            | Status Data ritiro | Anno di selezione | Altra occupazione                       | Tempo nello spazio | Missioni |
| -------- | --------------- | ------------------ | ----------------- | --------------------------------------- | ------------------ | -------- |
|          | Kadenjuk Leonid | Deceduto 1998      | 1976              | Pilota collaudatore Ingegnere meccanico | 15g 16h 34m        | STS-87   |

## Ungheria
| Ritratto | Nome            | Status Data ritiro | Anno di selezione | Altra occupazione   | Tempo nello spazio | Missioni          |
| -------- | --------------- | ------------------ | ----------------- | ------------------- | ------------------ | ----------------- |
|          | Farkas Bertalan | Ritirato 1980      | 1978              | Aviatore            | 7g 20h 45m         | Sojuz 36/Sojuz 35 |
|          | Kapu Tibor      | In attività        | 2023              | Ingegnere meccanico | 20g 02h 59min      | Axiom Mission 4   |

## Unione Sovietica
I cosmonauti elencati di seguito sono nati in Paesi appartenenti all'Unione Sovietica. Alcuni sono partiti nello spazio come cittadini dell'Unione Sovietica prima della dissoluzione, mentre quelli partiti dal 1992 in poi possedevano la cittadinanza russa al momento del lancio. Per lo stesso motivo Talğat Musabaev è elencato tra i cosmonauti sovietici, pur avendo volato dopo il 1991. Un'eccezione è il cosmonauta Kadenjuk che è nato in Ucraina ma ha volato sullo Shuttle grazie ad una collaborazione tra l'Ucraina e la NASA ed è quindi l'unico astronauta ucraino ad essere mai andato nello spazio. Azerbaigian: Manarov; Bielorussia: Klimuk, Kavalënak, Novickij; Kazakistan: Äwbäkirov, Musabaev, Lončakov, Pacaev, Šatalov, Viktorenko; Georgia: Jurčichin; Kirghizistan: Šaripov; Lettonia: Artem'ev, Solov'ëv, Kaleri; Turkmenistan: Kononenko; Ucraina: Arcebarskij, Beregovoj, Dobrovol'skij, Gidzenko, Kizim, Kotov, Anatolij Semenovič Levčenko, Onufrienko, Ljachov, Malenčenko, Popov, Popovič, Škaplerov, Georgij Stepanovič Šonin, Cibliev, Vasjutin, Volk, Volkov, Volkov, Žolobov; Uzbekistan: Vladimir Džanibekov.
I cosmonauti Afanas'ev, Krikalëv, Manakov, Poljakov, Rjumin, Serebrov, Solov'ëv, Strekalov, Titov, Viktorenko e Volkov hanno effettuato i primi voli nel periodo dell'Unione Sovietica, pertanto sono menzionati alla sezione Unione Sovietica pur avendo volato anche come cittadini russi.
| Ritratto | Nome                   | Status Data ritiro               | Anno di selezione | Altra occupazione   | Tempo nello spazio | Missioni |
| -------- | ---------------------- | -------------------------------- | ----------------- | ------------------- | ------------------ | --- |
|          | Afanas'ev Viktor       | Ritirato 2006                    | 1985              | Aviatore            | 555g 18h 32m       | Sojuz TM-11 (Mir 8) Sojuz TM-18(Mir 15) Sojuz TM-29 (Mir 27) Sojuz TM-33/Sojuz TM-32                                 |
|          | Aksënov Vladimir       | Ritirato 1988                    | 1973              | Aviatore Ingegnere  | 11g 20h 11m        | Sojuz 22 Sojuz T-2                                                                                                   |
|          | Aleksandrov Aleksandr  | Ritirato 1993                    | 1978              | Ingegnere           | 309g 18h 02m       | Sojuz T-9 Sojuz TM-3 (Mir 2)                                                                                         |
|          | Arcebarskij Anatolij   | Ritirato 1994                    | 1985              | Pilota collaudatore | 144g 15h 21m       | Sojuz TM-12 (Mir 9)                                                                                                  |
|          | Artjuchin Jurij        | Deceduto 1982                    | 1963              | Aviatore Ingegnere  | 15g 17h 30m        | Sojuz 14 |
|          | At'kov Oleg            | Ritirato 1984                    | 1983              | Medico              | 236g 22h 49m       | Sojuz T-10/Sojuz T-11                                                                                                |
|          | Äwbäkirov Toqtar       | Ritirato 1991                    | 1991              | Pilota collaudatore | 7g 22h 12m         | Sojuz TM-13/Sojuz TM-12                                                                                              |
|          | Balandin Aleksandr     | Ritirato 1994                    | 1978              | Ingegnere           | 179g 01h 17m       | Sojuz TM-9 (Mir 6)                                                                                                   |
|          | Beljaev Pavel          | Deceduto 1970                    | 1960              | Aviatore            | 1g 02h 02m         | Voschod 2 |
|          | Beregovoj Georgij      | Deceduto 1982                    | 1964              | Pilota collaudatore | 3g 22h 50m         | Sojuz 3 |
|          | Berezovoj Anatolij     | Deceduto 1992                    | 1970              | Aviatore            | 211g 09h 04m       | Sojuz T-5/Sojuz T-7                                                                                                  |
|          | Bykovskij Valerij      | Deceduto 1982                    | 1960              | Aviatore            | 20g 17h 48m        | Vostok 5 Sojuz 22 Sojuz 31/Sojuz 29                                                                                  |
|          | Chrunov Evgenij        | Deceduto 1980                    | 1960              | Aviatore            | 1g 23h 45m         | Sojuz 5/Sojuz 4 |
|          | Dëmin Lev              | Ritirato 1982                    | 1963              | Aviatore Ingegnere  | 2g 00h 12m         | Sojuz 15 |
|          | Dobrovol'skij Georgij  | Deceduto 1971 Incidente Sojuz 11 | 1963              | Aviatore            | 23g 18h 21m        | Sojuz 11 |
|          | Džanibekov Vladimir    | Ritirato 1986                    | 1970              | Aviatore            | 145g 15h 56m       | Sojuz 27/Sojuz 26 Sojuz 39 Sojuz T-6 Sojuz T-12 Sojuz T-13                                                           |
|          | Egorov Boris           | Deceduto 1964                    | 1964              | Medico              | 1g 00h 17m         | Voschod 1 |
|          | Eliseev Aleksej        | Ritirato 1985                    | 1968              | Ingegnere           | 8g 22h 20m         | Sojuz 5/Sojuz 4 Sojuz 8 Sojuz 10                                                                                     |
|          | Feoktistov Konstantin  | Deceduto 1987                    | 1964              | Ingegnere           | 1g 00h 17m         | Voschod 1 |
|          | Filipčenko Anatolij    | Ritirato 1982                    | 1963              | Aviatore            | 10g 21h 03m        | Sojuz 7 Sojuz 16 |
|          | Gagarin Jurij          | Deceduto 1968                    | 1960              | Aviatore            | 1h 46m             | Vostok 1 |
|          | Glazkov Jurij          | Deceduto 1982                    | 1965              | Aviatore            | 17g 17h 25m        | Sojuz 24 |
|          | Gorbatko Viktor        | Deceduto 1982                    | 1960              | Aviatore            | 30g 12h 47m        | Sojuz 7 Sojuz 24 Sojuz 37/Sojuz 36                                                                                   |
|          | Grečko Georgij         | Deceduto 1992                    | 1968              | Ingegnere           | 134g 20h 32m       | Sojuz 17 Sojuz 26/Sojuz 27 Sojuz T-14/Sojuz T-13                                                                     |
|          | Gubarev Aleksej        | Deceduto 1981                    | 1963              | Aviatore            | 37g 11h 35m        | Sojuz 17 Sojuz 28 |
|          | Ivančenkov Aleksandr   | Ritirato 1993                    | 1973              | Ingegnere           | 147g 12h 37m       | Sojuz 29/Sojuz 31 Sojuz T-6                                                                                          |
|          | Kavalënak Uladzimir    | Ritirato 1984                    | 1967              | Aviatore            | 216g 09h 08m       | Sojuz 25 Sojuz 29/Sojuz 31 Sojuz T-4                                                                                 |
|          | Klimuk Pëtr            | Ritirato 1982                    | 1965              | Aviatore            | 78g 18h 17m        | Sojuz 13 Sojuz 18 Sojuz 30                                                                                           |
|          | Komarov Vladimir       | Deceduto 1967 Incidente Sojuz 1  | 1960              | Aviatore            | 02g 03h 04m        | Voschod 1 Sojuz 1 |
|          | Krikalëv Sergej        | Ritirato 2009                    | 1985              | Ingegnere meccanico | 803g 09h 38m       | Sojuz TM-7 (Mir 4) Sojuz TM-12/Sojuz TM-13 (Mir 9/10) STS-60 STS-88 Sojuz TM-31/STS-102 (Exp 1) Sojuz TMA-6 (Exp 11) |
|          | Kubasov Valerij        | Deceduto 1993                    | 1968              | Ingegnere           | 18g 17h 57m        | Sojuz 6 Sojuz 19 Sojuz 36/Sojuz 35                                                                                   |
|          | Kizim Leonid           | Deceduto 1987                    | 1965              | Aviatore            | 374G 17h 56m       | Sojuz T-3 Sojuz T-10/Sojuz T-11 Sojuz T-15 (Mir 1)                                                                   |
|          | Lavejkin Aleksandr     | Ritirato 1994                    | 1978              | Ingegnere]          | 174g 03h 25m       | Sojuz TM-2 (Mir 2)                                                                                                   |
|          | Lazarev Vasilij        | Deceduto 1985                    | 1964              | Aviatore Medico     | 1g 23h 15m         | Sojuz 12 Sojuz 18-1                                                                                                  |
|          | Lebedev Valentin       | Ritirato 1993                    | 1972              | Ingegnere Aviatore  | 219g 05h 59m       | Sojuz 13 Sojuz T-5/Sojuz T-7                                                                                         |
|          | Leonov Aleksej         | Deceduto 1982                    | 1960              | Aviatore            | 7g 00h 32m         | Voschod 2 Sojuz 19                                                                                                   |
|          | Levčenko Anatolij      | Deceduto 1988                    | 1977              | Pilota collaudatore | 7g 21h 58m         | Sojuz TM-4/Sojuz TM-3                                                                                                |
|          | Ljachov Vladimir       | Deceduto 1994                    | 1967              | Aviatore            | 333g 07h 47m       | Sojuz 32/Sojuz 34 Sojuz T-9 Sojuz TM-6/Sojuz TM-5                                                                    |
|          | Makarov Oleg           | Deceduto 1986                    | 1968              | Ingegnere           | 20g 17h 20m        | Sojuz 12 Sojuz 18-1 Sojuz 27/Sojuz 26 Sojuz T-3                                                                      |
|          | Malyšev Jurij          | Deceduto 1988                    | 1967              | Aviatore            | 11g 19h 59m        | Sojuz T-2 Sojuz T-11/Sojuz T-10                                                                                      |
|          | Manakov Gennadij       | Deceduto 1996                    | 1985              | Pilota collaudatore | 309g 21h 18m       | Sojuz TM-10 (Mir 7) Sojuz TM-16 (Mir 13)                                                                             |
|          | Manarov Musa           | Ritirato 1992                    | 1978              | Ingegnere           | 541g 00h 28m       | Sojuz TM-4/Sojuz TM-6 (Mir 3) Sojuz TM-11 (Mir 8)                                                                    |
|          | Musabaev Talğat        | Ritirato 2003                    | 1990              | Aviatore Ingegnere  | 341g 09h 46m       | Sojuz TM-19 (Mir 16) Sojuz TM-27 (Mir 25) Sojuz TM-32/Sojuz TM-31                                                    |
|          | Nikolaev Andrijan      | Deceduto 1982                    | 1960              | Aviatore            | 21g 15h 20m        | Vostok 3 Sojuz 9 |
|          | Pacaev Viktor          | Deceduto 1971 Incidente Sojuz 11 | 1968              | Ingegnere           | 23d 18h 21m        | Sojuz 11 |
|          | Poljakov Valerij       | Ritirato 1995                    | 1972              | Medico              | 678g 16h 32m       | Sojuz TM-6/Sojuz TM-7 (Mir 3/4) Sojuz TM-18/Sojuz TM-20 (Mir 15/16/17)                                               |
|          | Popov Leonid           | Ritirato 1987                    | 1970              | Aviatore            | 200g 14h 44m       | Sojuz 35/Sojuz 37 Sojuz 40 Sojuz T-7/Sojuz T-5                                                                       |
|          | Popovič Pavel          | Deceduto 1982                    | 1960              | Aviatore            | 18g 16h 27m        | Vostok 4 Sojuz 14 |
|          | Romanenko Jurij        | Ritirato 1988                    | 1970              | Aviatore            | 430g 18h 21m       | Sojuz 26/Sojuz 27 Sojuz 38 Sojuz TM-2/Sojuz TM-3 (Mir 2)                                                             |
|          | Roždestvenskij Valerij | Deceduto 1986                    | 1965              | Ingegnere           | 2g 00h 06m         | Sojuz 23 |
|          | Rukavišnikov Nikolaj   | Deceduto 1987                    | 1968              | Ingegnere Fisico    | 9g 21h 09m         | Sojuz 10 Sojuz 16 Sojuz 33                                                                                           |
|          | Rjumin Valerij         | Ritirato 1998                    | 1973              | Ingegnere           | 371g 17h 24m       | Sojuz 25 Sojuz 32/Sojuz 34 Sojuz 35/Sojuz 37 STS-91                                                                  |
|          | Sarafanov Gennadij     | Deceduto 1986                    | 1965              | Aviatore            | 2g 00h 12m         | Sojuz 15 |
|          | Šatalov Vladimir       | Ritirato 1971                    | 1963              | Aviatore            | 9g 21h 55m         | Sojuz 4 Sojuz 8 Sojuz 10                                                                                             |
|          | Savickaja Svetlana     | Ritirato 1993                    | 1980              | Aviatore            | 19g 17h 06m        | Sojuz T-7/Sojuz T-5 Sojuz T-12                                                                                       |
|          | Savinych Viktor        | Ritirato 1989                    | 1978              | Ingegnere           | 252g 17h 37m       | Sojuz T-4 Sojuz T-13/Sojuz T-14 Sojuz TM-5/Sojuz TM-4                                                                |
|          | Serebrov Aleksandr     | Deceduto 1995                    | 1978              | Ingegnere           | 372g 22h 52m       | Sojuz T-7/Sojuz T-5 Sojuz T-8 Sojuz TM-8 (Mir 5) Sojuz TM-17 (Mir 14)                                                |
|          | Sevast'janov Vitalij   | Deceduto 1993                    | 1968              | Ingegnere           | 80g 16h 18m        | Sojuz 9 Sojuz 18 |
|          | Solov'ëv Anatolij      | Ritirato 1999                    | 1976              | Aviatore            | 650g 23h 58m       | Sojuz TM-5/Sojuz TM-4 Sojuz TM-9 (Mir 6) Sojuz TM-15 (Mir 12) STS-71/Sojuz TM-21 (Mir 19) Sojuz TM-26 (Mir 24)       |
|          | Solovëv Vladimir       | Ritirato 1994                    | 1978              | Ingegnere           | 361g 22h 49m       | Sojuz T-10/Sojuz T-11 Sojuz T-15 (Mir 1)                                                                             |
|          | Šonin Georgij          | Deceduto 1979                    | 1960              | Aviatore            | 4g 22h 42m         | Sojuz 6 |
|          | Strekalov Gennadij     | Deceduto 1995                    | 1973              | Ingegnere           | 268g 22h 22m       | Sojuz T-3 Sojuz T-8 Sojuz T-10-1 Sojuz T-11/Sojuz T-10 Sojuz TM-10 (Mir 7) Sojuz TM-21/STS-71 (Mir 18)               |
|          | Tereškova Valentina    | Ritirata 1997                    | 1962              | Ingegnere           | 2g 22h 50m         | Vostok 6 |
|          | Titov German           | Deceduto 1970                    | 1960              | Aviatore            | 1g 01h 18m         | Vostok 2 |
|          | Titov Vladimir         | Ritirato 1998                    | 1976              | Aviatore            | 387g 00h 43m       | Sojuz T-8 Sojuz T-10-1 Sojuz TM-4/Sojuz TM-6 (Mir 3) STS-63 STS-86                                                   |
|          | Viktorenko Aleksandr   | Deceduto 1997                    | 1978              | Pilota collaudatore | 489g 01h 33m       | Sojuz TM-3/Sojuz TM-2 Sojuz TM-8 (Mir 5) Sojuz TM-14 (Mir 11) Sojuz TM-20 (Mir 17)                                   |
|          | Volk Igor'             | Deceduto 1996                    | 1977              | Pilota collaudatore | 11g 19h 14m        | Sojuz T-12 |
|          | Volkov Aleksandr       | Ritirato 1998                    | 1976              | Pilota collaudatore | 391g 11h 51m       | Sojuz T-14 Sojuz TM-7 (Mir 4) Sojuz TM-13 (Mir 10)                                                                   |
|          | Volkov Vladislav       | Deceduto 1971 Incidente Sojuz 11 | 1968              | Ingegnere           | 28g 17h 01m        | Sojuz 7 Sojuz 11 |
|          | Vasjutin Vladimir      | Deceduto 1986                    | 1976              | Aviatore            | 64g 21h 52m        | Sojuz T-14 |
|          | Volynov Boris          | Ritirato 1990                    | 1960              | Aviatore Ingegnere  | 52g 07h 17m        | Sojuz 5 Sojuz 21 |
|          | Žolobov Vitalij        | Ritirato 1981                    | 1963              | Chimico             | 49g 06h 23m        | Sojuz 21 |
|          | Zudov Vjačeslav        | Ritirato 1987                    | 1965              | Aviatore            | 2g 00h 06m         | Sojuz 23 |

## Vietnam
| Ritratto | Nome      | Status Data ritiro | Anno di selezione | Altra occupazione  | Tempo nello spazio | Missioni          |
| -------- | --------- | ------------------ | ----------------- | ------------------ | ------------------ | ----------------- |
|          | Tuân Phạm | Ritirato 1980      | 1979              | Aviatore Ingegnere | 7g 20h 42m         | Sojuz 37/Sojuz 36 |